# Liste von Terroranschlägen in Pakistan
Die Liste von Terroranschlägen in Pakistan beinhaltet eine Übersicht über in Pakistan geschehene Terroranschläge.

## Erläuterung
In der Spalte Politische Ausrichtung ist die politische bzw. weltanschauliche Einordnung der Täter angegeben: faschistisch, rassistisch, nationalistisch, nationalsozialistisch, sozialistisch, kommunistisch, antiimperialistisch, islamistisch (schiitisch, sunnitisch, deobandisch, salafistisch, wahhabitisch), hinduistisch. Bei vorrangig auf staatliche Unabhängigkeit oder Autonomie zielender Ausrichtung ist autonomistisch vorangestellt, gefolgt von der Region oder der Volksgruppe und ggf. weiteren Merkmalen der Täter: armenisch, irisch (katholisch), kurdisch, tirolisch, tschetschenisch, dagestanisch, punjabisch (sikhistisch), palästinensisch.
Die Opferzahlen der Anschläge werden farbig dargestellt:

Die Zahl bei den Anschlägen getöteter/verletzter Täter ist in Klammern ( ) gesetzt.

## 1979
| Datum/Beginn     | Ort            | Artikel/Quelle(n) | Täter | Politische Ausrichtung | Mittel      | Ziel | Tote | Verletzte | Hintergrund |
| ---------------- | -------------- | ----------------- | ----- | ---------------------- | ----------- | ---- | ---- | --------- | ----------- |
| 01. Februar 1979 | nahe Peschawar | [ 1 ]             |       |                        | Sprengstoff | Dorf | 6    | 40        |             |

## 1984
| Datum/Beginn  | Ort                | Artikel/Quelle(n) | Täter | Politische Ausrichtung | Mittel      | Ziel                                | Tote | Verletzte | Hintergrund |
| ------------- | ------------------ | ----------------- | ----- | ---------------------- | ----------- | ----------------------------------- | ---- | --------- | ----------- |
| 28. Juli 1984 | Khyber Pakhtunkhwa | [ 2 ]             |       |                        | Sprengstoff | Grenzstadt                          | 6    | 29        |             |
| 28. Juli 1984 | Peschawar          | [ 3 ]             |       |                        | Autobombe   | Hauptquartier afghanischer Rebellen | 6    | 20        |             |

## 1986
| Datum/Beginn       | Ort                | Artikel/Quelle(n) | Täter                  | Politische Ausrichtung         | Mittel                   | Ziel       | Tote | Verletzte | Hintergrund                           |
| ------------------ | ------------------ | ----------------- | ---------------------- | ------------------------------ | ------------------------ | ---------- | ---- | --------- | ------------------------------------- |
| 07. Juni 1986      | Peschawar          | [ 4 ]             |                        |                                | Autobombe                | Markt      | 5    | 40        |                                       |
| 15. Juni 1986      | Khyber Pakhtunkhwa | [ 5 ]             |                        |                                | Sprengstoff              | Expresszug | 1    | 35        |                                       |
| 16. Juni 1986      | Peschawar          | [ 6 ]             |                        |                                | Sprengstoff              | Kino       | 3    | 25        |                                       |
| 22. Juni 1986      | Peschawar          | [ 7 ]             |                        |                                | Sprengstoff              | Hotel      | 0    | 22        |                                       |
| 05. September 1986 | Pakistan           | Pan Am-Flug 73    | Abu-Nidal-Organisation | autonomistisch-palästinensisch | Entführung, Schusswaffen | Flugzeug   | 20   | 120       | Israelisch-Palästinensischer Konflikt |

## 1987
| Datum/Beginn       | Ort            | Artikel/Quelle(n) | Täter | Politische Ausrichtung | Mittel      | Ziel           | Tote | Verletzte | Hintergrund |
| ------------------ | -------------- | ----------------- | ----- | ---------------------- | ----------- | -------------- | ---- | --------- | ----------- |
| 06. Februar 1987   | Quetta         | [ 9 ]             |       |                        |             | Hotel          | 1    | 27        |             |
| 19. Februar 1987   | nahe Peschawar | [ 10 ]            |       |                        | Autobombe   | Lastwagen      | 9    | 61        |             |
| 09. April 1987     | Rawalpindi     | [ 11 ]            |       |                        | Sprengstoff | Markt          | 8    | 40        |             |
| 14. Mai 1987       | Peschawar      | [ 12 ]            |       |                        | Sprengstoff | Bushaltestelle | 7    | 32        |             |
| 02. Juni 1987      | Rawalpindi     | [ 13 ]            |       |                        | Sprengstoff | Markt          | 0    | 27        |             |
| 04. Juni 1987      | Peschawar      | [ 14 ]            |       |                        | Sprengstoff | Kino           | 3    | 25        |             |
| 05. Juli 1987      | Lahore         | [ 15 ]            |       |                        | Sprengstoff | Bahnhof        | 5    | 50        |             |
| 14. Juli 1987      | Karatschi      | [ 16 ]            |       |                        | Autobombe   | Bushaltestelle | 75   | 300       |             |
| 07. August 1987    | Karatschi      | [ 17 ]            |       |                        | Sprengstoff | Geschäft       | 1    | 27        |             |
| 08. August 1987    | Peschawar      | [ 18 ]            |       |                        | Sprengstoff | Teeladen       | 2    | 36        |             |
| 10. August 1987    | Islamabad      | [ 19 ]            |       |                        | Sprengstoff | Bushaltestelle | 5    | 35        |             |
| 11. August 1987    | Mardan         | [ 20 ]            |       |                        | Sprengstoff | Bushaltestelle | 7    | 45        |             |
| 10. September 1987 | Lahore         | [ 21 ]            |       |                        | Sprengstoff | Markt          | 2    | 25        |             |
| 27. November 1987  | Peschawar      | [ 22 ]            |       |                        | Sprengstoff | Markt          | 0    | 20        |             |
| 26. Dezember 1987  | Islamabad      | [ 23 ]            |       |                        | Autobombe   | Markt          | 1    | 40        |             |

## 1988
| Datum/Beginn    | Ort     | Artikel/Quelle(n) | Täter | Politische Ausrichtung | Mittel      | Ziel | Tote | Verletzte | Hintergrund |
| --------------- | ------- | ----------------- | ----- | ---------------------- | ----------- | ---- | ---- | --------- | ----------- |
| 26. Januar 1988 | Mingora | [ 24 ]            |       |                        | Sprengstoff | Bus  | 9    | 27        |             |

## 1989
| Datum/Beginn       | Ort                | Artikel/Quelle(n) | Täter | Politische Ausrichtung | Mittel      | Ziel                | Tote | Verletzte | Hintergrund |
| ------------------ | ------------------ | ----------------- | ----- | ---------------------- | ----------- | ------------------- | ---- | --------- | ----------- |
| 04. Juli 1989      | Peschawar          | [ 25 ]            |       |                        | Sprengstoff | Bus                 | 9    | 34        |             |
| 06. August 1989    | Rawalpindi         | [ 26 ]            |       |                        | Sprengstoff |                     | 0    | 30        |             |
| 06. August 1989    | Peschawar          | [ 27 ]            |       |                        | Sprengstoff | Markt               | 4    | 26        |             |
| 13. September 1989 | Khyber Pakhtunkhwa | [ 28 ]            |       |                        | Sprengstoff | Restaurant          | 5    | 22        |             |
| 14. September 1989 | Lahore             | [ 29 ]            |       |                        | Sprengstoff | Chemikaliengeschäft | 8    | 27        |             |

## 1990
| Datum/Beginn    | Ort         | Artikel/Quelle(n) | Täter                    | Politische Ausrichtung   | Mittel                      | Ziel             | Tote | Verletzte | Hintergrund |
| --------------- | ----------- | ----------------- | ------------------------ | ------------------------ | --------------------------- | ---------------- | ---- | --------- | ----------- |
| 03. April 1990  | Lahore      | [ 30 ]            |                          |                          | Sprengstoff                 | Markt            | 4    | 22        |             |
| 18. April 1990  | Parachinar  | [ 31 ]            |                          |                          | Sprengstoff                 | Schulbus         | 3    | 28        |             |
| 06. Mai 1990    | nahe Lahore | [ 32 ]            |                          |                          | Sprengstoff                 | Expresszug       | 15   | 50        |             |
| 31. Mai 1990    | Karatschi   | [ 33 ]            | Muttahida-Qaumi-Bewegung | nationalistisch, liberal | Automatische Schusswaffe(n) | Bushaltestelle   | 21   | 35        |             |
| 03. August 1990 | Shujabad    | [ 34 ]            |                          |                          | Sprengstoff                 | Islamische Feier | 9    | 80        |             |
| 22. August 1990 | Karatschi   | [ 35 ]            |                          |                          | Automatische Schusswaffe(n) | MQM-Lager        | 21   | 25        |             |
| 30. August 1990 | Punjab      | [ 36 ]            |                          |                          | Sprengstoff                 | Markt            | 0    | 25        |             |
| 30. August 1990 | Faisalabad  | [ 37 ]            |                          |                          | Sprengstoff                 | Markt            | 3    | 26        |             |

## 1991
| Datum/Beginn     | Ort        | Artikel/Quelle(n) | Täter | Politische Ausrichtung | Mittel                     | Ziel                   | Tote | Verletzte | Hintergrund |
| ---------------- | ---------- | ----------------- | ----- | ---------------------- | -------------------------- | ---------------------- | ---- | --------- | ----------- |
| 19. Januar 1991  | Rawalpindi | [ 38 ]            |       |                        | Sprengstoff                | Kino                   | 4    | 40        |             |
| 06. Februar 1991 | Punjab     | [ 39 ]            |       |                        | Sprengstoff                | Minibus                | 3    | 30        |             |
| 20. Februar 1991 | Wazirabad  | [ 40 ]            |       |                        | Sprengstoff                | Zug                    | 5    | 41        |             |
| 15. Juli 1991    | Punjab     | [ 41 ]            |       |                        | Sprengstoff                | Expresszug             | 7    | 40        |             |
| 20. August 1991  | Parachinar | [ 42 ]            |       |                        | Sturmgewehr(e), Granate(n) | Schiitische Prozession | 4    | 20        |             |
| 10. Oktober 1991 | Quetta     | [ 43 ]            |       |                        | Sturmgewehr(e)             | Stammesversammlung     | 0    | 28        |             |

## 1992
| Datum/Beginn    | Ort           | Artikel/Quelle(n) | Täter                   | Politische Ausrichtung    | Mittel                      | Ziel          | Tote | Verletzte | Hintergrund |
| --------------- | ------------- | ----------------- | ----------------------- | ------------------------- | --------------------------- | ------------- | ---- | --------- | ----------- |
| 07. Mai 1992    | Sindh         | [ 44 ]            |                         |                           | Sprengstoff                 |               | 4    | 20        |             |
| 08. Mai 1992    | Karatschi     | [ 45 ]            | Jamaat-e-Islami         | islamistisch, konservativ | Automatische Schusswaffe(n) | Demonstration | 4    | 100       |             |
| 30. Juni 1992   | Belutschistan | [ 46 ]            |                         |                           | Automatische Schusswaffe(n) |               | 7    | 25        |             |
| 12. Juli 1992   | Peschawar     | [ 47 ]            | Sunnitische Extremisten |                           | Sturmgewehr(e)              | Beerdigung    | 8    | 20        |             |
| August 1992     | Karatschi     | [ 48 ]            |                         |                           | Sprengstoff                 | Bootsbecken   | 3    | 43        |             |
| 23. August 1992 | Gilgit        | [ 49 ]            |                         |                           | Automatische Schusswaffe(n) |               | 7    | 21        |             |

## 1993
| Datum/Beginn    | Ort       | Artikel/Quelle(n) | Täter      | Politische Ausrichtung          | Mittel      | Ziel       | Tote | Verletzte | Hintergrund |
| --------------- | --------- | ----------------- | ---------- | ------------------------------- | ----------- | ---------- | ---- | --------- | ----------- |
| 22. Januar 1993 | Hyderabad | [ 50 ]            | Sindhudesh | autonomistisch, nationalistisch | Sprengstoff | Zivilisten | 22   | 100       |             |

## 1994
| Datum/Beginn       | Ort       | Artikel/Quelle(n) | Täter                    | Politische Ausrichtung   | Mittel                                  | Ziel             | Tote | Verletzte | Hintergrund |
| ------------------ | --------- | ----------------- | ------------------------ | ------------------------ | --------------------------------------- | ---------------- | ---- | --------- | ----------- |
| 21. Januar 1994    | Multan    | [ 51 ]            |                          |                          | Automatische Schusswaffe(n), Granate(n) | Moschee          | 7    | 20        |             |
| 22. April 1994     | Lahore    | [ 52 ]            |                          |                          | Granate(n)                              | Moschee          | 0    | 22        |             |
| 12. Juli 1994      | Lahore    | [ 53 ]            |                          |                          | Sprengstoff                             | Moschee          | 2    | 26        |             |
| 23. Juli 1994      | Karatschi | [ 54 ]            |                          |                          | Automatische Schusswaffe(n), Granate(n) | Bus              | 6    | 25        |             |
| 17. September 1994 | Karatschi | [ 55 ]            | Muttahida-Qaumi-Bewegung | nationalistisch, liberal | Schusswaffe(n)                          | Aktivisten       | 1    | 20        |             |
| 03. November 1994  | Mingora   | [ 56 ]            | Islamisten               | islamistisch             | Sturmgewehr(e), Mörser, Rakete(n)       | Stadt, Flughafen | 25   | 45        |             |
| 26. November 1994  | Lahore    | [ 57 ]            |                          |                          | Granate(n), Automatische Pistole(n)     | Moschee          | 2    | 20        |             |

## 1995
| Datum/Beginn      | Ort       | Artikel/Quelle(n) | Täter                    | Politische Ausrichtung                   | Mittel                             | Ziel                 | Tote    | Verletzte | Hintergrund |
| ----------------- | --------- | ----------------- | ------------------------ | ---------------------------------------- | ---------------------------------- | -------------------- | ------- | --------- | ----------- |
| 05. Februar 1995  | Karatschi | [ 58 ]            |                          |                                          | Schusswaffen                       | Moschee              | 8       | 25        |             |
| 10. März 1995     | Karatschi | [ 59 ]            |                          |                                          | Autobombe                          | Moschee              | 12      | 26        |             |
| 09. Juli 1995     | Karatschi | [ 60 ]            | Muttahida-Qaumi-Bewegung | liberal, nationalistisch, säkularistisch |                                    |                      | 12      | 20        |             |
| 23. Juli 1995     | Kasur     | [ 61 ]            |                          |                                          | Sprengstoff                        | Bus                  | 3       | 25        |             |
| 19. November 1995 | Islamabad | [ 62 ]            | al-Dschihad              | islamistisch                             | Selbstmordattentäter mit Autobombe | Ägyptische Botschaft | 16 (+1) | 60        |             |
| 01. Dezember 1995 | Lahore    | [ 63 ]            |                          |                                          | Sprengstoff                        | Bus                  | 3       | 20        |             |
| 21. Dezember 1995 | Peschawar | [ 64 ]            | Afghanische Extremisten  |                                          | Selbstmordattentäter mit Autobombe | Kaufhaus             | 42      | 100       |             |

## 1996
| Datum/Beginn       | Ort         | Artikel/Quelle(n) | Täter                   | Politische Ausrichtung                       | Mittel                                       | Ziel                    | Tote | Verletzte | Hintergrund |
| ------------------ | ----------- | ----------------- | ----------------------- | -------------------------------------------- | -------------------------------------------- | ----------------------- | ---- | --------- | ----------- |
| 07. Januar 1996    | Karatschi   | [ 65 ]            |                         |                                              | Sprengstoff                                  | Bus                     | 7    | 35        |             |
| 11. Januar 1996    | Shorkot     | [ 66 ]            |                         |                                              | Schusswaffe(n)                               | Markt                   | 9    | 20        |             |
| 18. Januar 1996    | Lahore      | [ 67 ]            |                         |                                              | Sprengstoff                                  | Schule                  | 0    | 23        |             |
| 18. Januar 1996    | Lahore      | [ 68 ]            |                         |                                              | Sprengstoff                                  | Schule                  | 0    | 23        |             |
| 28. April 1996     | Punjab      | [ 69 ]            |                         |                                              | Sprengstoff                                  | Bus                     | 37   | 30        |             |
| 08. Mai 1996       | Sheikhupura | [ 70 ]            |                         |                                              | Sprengstoff                                  | Bus                     | 7    | 39        |             |
| 10. Juni 1996      | Gujranwala  | [ 71 ]            |                         |                                              | Sprengstoff                                  | Bus                     | 3    | 36        |             |
| 22. Juli 1996      | Lahore      | [ 72 ]            |                         |                                              | Sprengstoff                                  | Flughafen, Abflughalle  | 4    | 68        |             |
| 29. Juli 1996      | Lahore      | [ 73 ]            | Aktivisten              |                                              | Schusswaffe(n)                               | Aktivisten              | 10   | 20        |             |
| 18. August 1996    | Punjab      | [ 74 ]            | Lashkar-e-Jhangvi       | deobandisch-fundamentalistisch, salafistisch | Sturmgewehre                                 | Versammlung             | 18   | 69        |             |
| 10. September 1996 | Parachinar  | [ 75 ]            | Schiitische Extremisten |                                              | Automatische Schusswaffe(n), Mörser, Raketen | Sunnitische Milizionäre | 97   | 89        |             |
| 22. September 1996 | Multan      | [ 76 ]            | Schiitische Extremisten |                                              | Automatische Schusswaffe(n)                  | Moschee                 | 21   | 33        |             |

## 1997
| Datum/Beginn     | Ort          | Artikel/Quelle(n) | Täter | Politische Ausrichtung | Mittel      | Ziel     | Tote | Verletzte | Hintergrund |
| ---------------- | ------------ | ----------------- | ----- | ---------------------- | ----------- | -------- | ---- | --------- | ----------- |
| 30. Juni 1997    | nahe Sialkot | [ 77 ]            |       |                        | Sprengstoff | Bus      | 8    | 21        |             |
| 06. August 1997  | Multan       | [ 78 ]            |       |                        | Sprengstoff | Moschee  | 3    | 30        |             |
| 29. Oktober 1997 | Peschawar    | [ 79 ]            |       |                        | Sprengstoff | Hochzeit | 10   | 32        |             |

## 1998
| Datum/Beginn     | Ort         | Artikel/Quelle(n) | Täter             | Politische Ausrichtung                       | Mittel           | Ziel                     | Tote | Verletzte | Hintergrund |
| ---------------- | ----------- | ----------------- | ----------------- | -------------------------------------------- | ---------------- | ------------------------ | ---- | --------- | ----------- |
| 11. Januar 1998  | Lahore      | [ 80 ]            | Lashkar-e-Jhangvi | deobandisch-fundamentalistisch, salafistisch | Schusswaffen     | Schiitische Zivilisten   | 25   | 0         |             |
| 26. Februar 1998 | Faisalabad  | [ 81 ]            |                   |                                              | Sprengsatz       | Passagierzug             | 4    | 30+       |             |
| 28. Februar 1998 | Karatschi   | [ 82 ] [ 83 ]     |                   |                                              | 2 Sprengsätze    | Musikgeschäft, Baumarkt  | 8    | 23        |             |
| 09. März 1998    | nahe Quetta | [ 84 ]            |                   |                                              | Sprengstoff      | Expresszug               | 6    | 34        |             |
| 06. April 1998   | Sindh       | [ 85 ]            |                   |                                              | Sprengsatz       | Bus                      | 6    | 30        |             |
| 05. Juni 1998    | Sindh       | [ 86 ]            |                   |                                              | Sprengsatz       | Expresszug               | 23   | 32        |             |
| 08. Juni 1998    | Lahore      | [ 87 ]            |                   |                                              | Sprengsatz       | Schmuckgeschäft          | 0    | 20        |             |
| 18. Juni 1998    | Karatschi   | [ 88 ] [ 89 ]     |                   |                                              | 2 Motorradbomben | Regierungsgebäude, Börse | 20   | 17        |             |
| 27. Oktober 1998 | Sialkot     | [ 90 ]            |                   |                                              | Sprengsatz       | Moschee                  | 3    | 40        |             |

## 1999
| Datum/Beginn    | Ort             | Artikel/Quelle(n) | Täter                        | Politische Ausrichtung                       | Mittel       | Ziel         | Tote | Verletzte | Hintergrund |
| --------------- | --------------- | ----------------- | ---------------------------- | -------------------------------------------- | ------------ | ------------ | ---- | --------- | ----------- |
| 05. Januar 1999 | Punjab          | [ 91 ]            | vermutlich Lashkar-e-Jhangvi | deobandisch-fundamentalistisch, salafistisch | Schusswaffen | Moschee      | 19   | 25        |             |
| 27. Juli 1999   | nahe Rawalpindi | [ 92 ]            |                              |                                              | Sprengsatz   | Passagierbus | 11   | 25        |             |

## 2000
| Datum/Beginn       | Ort        | Artikel/Quelle(n)               | Täter | Politische Ausrichtung | Mittel                   | Ziel                                     | Tote | Verletzte | Hintergrund |
| ------------------ | ---------- | ------------------------------- | ----- | ---------------------- | ------------------------ | ---------------------------------------- | ---- | --------- | ----------- |
| 17. Januar 2000    | Karatschi  | [ 93 ]                          |       |                        | Sprengsatz               | Markt                                    | 9    | 25        |             |
| 28. Januar 2000    | Karatschi  | [ 94 ]                          |       |                        | Sprengsatz               | Moschee                                  | 4    | 28        |             |
| 28. Januar 2000    | Karatschi  | [ 95 ]                          |       |                        | Sprengsatz               | Moschee                                  | 4    | 28        |             |
| 16. Juli 2000      | Hyderabad  | [ 96 ]                          |       |                        | Sprengsatz               | Zug                                      | 9    | 25        |             |
| 22. Juli 2000      | Quetta     | [ 97 ]                          |       |                        | Sprengsatz               | Markt, Zivilisten                        | 7    | 25        |             |
| 19. September 2000 | Islamabad  | [ 98 ]                          |       |                        | Sprengsatz               | Markt                                    | 16   | 60        |             |
| 22. Oktober 2000   | Karatschi  | [ 99 ] [ 100 ]                  |       |                        | Sprengsatz, Schusswaffen | Parteiveranstaltung, Milizionäre         | 4    | 43        |             |
| 02. November 2000  | Rawalpindi | [ 101 ]                         |       |                        | Sprengsatz               | Markt                                    | 0    | 26        |             |
| 25. Dezember 2000  |            | [ 102 ] [ 103 ] [ 104 ] [ 105 ] |       |                        | Sprengsätze              | Markt, Passagierbus, Bahnhof, Zivilisten | 0    | 45        |             |

## 2001
| Datum/Beginn       | Ort            | Artikel/Quelle(n) | Täter                              | Politische Ausrichtung | Mittel     | Ziel  | Tote | Verletzte | Hintergrund |
| ------------------ | -------------- | ----------------- | ---------------------------------- | ---------------------- | ---------- | ----- | ---- | --------- | ----------- |
| 23. April 2001     | nahe Islamabad | [ 106 ]           | vermutlich afghanische Extremisten |                        | Sprengsatz | Markt | 0    | 25        |             |
| 19. September 2001 | Sialkot        | [ 107 ]           |                                    |                        | Sprengsatz | Markt | 2    | 40        |             |

## 2002
| Datum/Beginn    | Ort       | Artikel/Quelle(n) | Täter                               | Politische Ausrichtung                                                                      | Mittel                             | Ziel                            | Tote    | Verletzte | Hintergrund |
| --------------- | --------- | ----------------- | ----------------------------------- | ------------------------------------------------------------------------------------------- | ---------------------------------- | ------------------------------- | ------- | --------- | ----------- |
| 17. März 2002   | Islamabad | [ 108 ]           | vermutlich al-Qaida                 | salafistisch, wahhabitisch, panislamisch, antikommunistisch, antizionistisch, antisemitisch | Granaten                           | Kirche                          | 5       | 46        |             |
| 01. April 2002  | Chaman    | [ 109 ]           |                                     |                                                                                             | Granate                            | Moschee, Muslimische Zivilisten | 2       | 35        |             |
| 25. April 2002  | Punjab    | [ 110 ]           |                                     |                                                                                             | Sprengsatz                         | Moschee                         | 12      | 20        |             |
| 08. Mai 2002    | Karatschi | [ 111 ]           | vermutlich al-Qaida                 | salafistisch, wahhabitisch, panislamisch, antikommunistisch, antizionistisch, antisemitisch | Selbstmordattentäter mit Autobombe | Soldaten                        | 13 (+1) | 20        |             |
| 14. Juni 2002   | Karatschi | [ 112 ]           | vermutlich Lashkar-e-Omar           | islamisch-fundamentalistisch                                                                | Selbstmordattentäter               | US-Botschaft                    | 11 (+1) | 51        |             |
| 09. August 2002 | Taxila    | [ 113 ]           | vermutlich Al-Intiqami al-Pakistani |                                                                                             | Granate                            | Christliches Krankenhaus        | 3 (+1)  | 20        |             |

## 2003
| Datum/Beginn  | Ort    | Artikel/Quelle(n) | Täter             | Politische Ausrichtung                       | Mittel                 | Ziel    | Tote    | Verletzte | Hintergrund |
| ------------- | ------ | ----------------- | ----------------- | -------------------------------------------- | ---------------------- | ------- | ------- | --------- | ----------- |
| 04. Juli 2003 | Quetta | [ 114 ]           | Lashkar-e-Jhangvi | deobandisch-fundamentalistisch, salafistisch | Schusswaffen, Granaten | Moschee | 50 (+3) | 65+       |             |

## 2004
| Datum/Beginn      | Ort                | Artikel/Quelle(n) | Täter                                      | Politische Ausrichtung                                                                      | Mittel                              | Ziel                                      | Tote    | Verletzte | Hintergrund                   |
| ----------------- | ------------------ | ----------------- | ------------------------------------------ | ------------------------------------------------------------------------------------------- | ----------------------------------- | ----------------------------------------- | ------- | --------- | ----------------------------- |
| 02. März 2004     | Quetta             | [ 115 ]           |                                            |                                                                                             | Automatische Schusswaffen, Granaten | Schiitische Pilger                        | 44+     | 130+      |                               |
| 07. Mai 2004      | Karatschi          | [ 116 ]           | vermutlich Lashkar-e-Jhangvi               | deobandisch-fundamentalistisch, salafistisch                                                | Selbstmordattentäter                | Schiitische Moschee                       | 17 (+1) | 100+      | Konflikt in Nordwest-Pakistan |
| 27. Mai 2004      | Karatschi          | [ 117 ]           |                                            |                                                                                             | 2 Autobomben                        | Pakistanisch-Amerikanisches Kulturzentrum | 2       | 27        | Konflikt in Nordwest-Pakistan |
| 10. Juni 2004     | Khyber Pakhtunkhwa | [ 118 ]           | al-Qaida                                   | salafistisch, wahhabitisch, panislamisch, antikommunistisch, antizionistisch, antisemitisch | Schusswaffen                        | Sicherheitskräfte                         | 24      |           | Konflikt in Nordwest-Pakistan |
| 30. Juli 2004     | Punjab             | [ 119 ]           | vermutlich Islambouli Brigades of al-Qaida |                                                                                             | Selbstmordattentäter                | Regierungskonvoi                          | 8 (+1)  | 50        | Konflikt in Nordwest-Pakistan |
| 01. Oktober 2004  | Sialkot            | [ 120 ]           |                                            |                                                                                             | Selbstmordattentäter                | Moschee                                   | 30 (+1) | 51        | Konflikt in Nordwest-Pakistan |
| 07. Oktober 2004  | Multan             | [ 121 ]           |                                            |                                                                                             | Autobombe                           | Veranstaltung                             | 41      | 100+      | Konflikt in Nordwest-Pakistan |
| 17. November 2004 | Mingora            | [ 122 ]           |                                            |                                                                                             | Sprengsatz                          | Kino                                      | 2       | 29 (+1)   | Konflikt in Nordwest-Pakistan |
| 10. Dezember 2004 | Quetta             | [ 123 ]           | Balochistan National Army                  |                                                                                             | Sprengsatz auf Fahrrad              | Militärfahrzeug                           | 11      | 20        | Belutschistankonflikt         |

## 2005
| Datum/Beginn       | Ort       | Artikel/Quelle(n) | Täter | Politische Ausrichtung | Mittel                                            | Ziel           | Tote    | Verletzte | Hintergrund                   |
| ------------------ | --------- | ----------------- | ----- | ---------------------- | ------------------------------------------------- | -------------- | ------- | --------- | ----------------------------- |
| 19. März 2005      | Punjab    | [ 124 ]           |       |                        | Selbstmordattentäter                              | Schrein        | 50 (+1) | ~40       | Konflikt in Nordwest-Pakistan |
| 27. Mai 2005       | Islamabad | [ 125 ]           |       |                        | Selbstmordattentäter                              | Schrein        | 19 (+1) | 100       | Konflikt in Nordwest-Pakistan |
| 30. Mai 2005       | Karatschi | [ 126 ]           |       |                        | 3 Selbstmordattentäter, Automatische Schusswaffen | Moschee        | 2 (+3)  | 23        | Konflikt in Nordwest-Pakistan |
| 22. September 2005 | Lahore    | [ 127 ]           |       |                        | 2 Sprengsätze                                     | Denkmal, Markt | 6       | 40        | Konflikt in Nordwest-Pakistan |

## 2006
| Datum/Beginn     | Ort                | Artikel/Quelle(n) | Täter                                  | Politische Ausrichtung                       | Mittel                             | Ziel                    | Tote    | Verletzte | Hintergrund                   |
| ---------------- | ------------------ | ----------------- | -------------------------------------- | -------------------------------------------- | ---------------------------------- | ----------------------- | ------- | --------- | ----------------------------- |
| 05. Februar 2006 | Kolpur             | [ 128 ]           | vermutlich Balochistan Liberation Army | autonomistisch, belutschisch-nationalistisch | Sprengsatz                         | Bus                     | 13      | 20        | Belutschistankonflikt         |
| 09. Februar 2006 | Hangu              | [ 129 ]           |                                        |                                              | Selbstmordattentäter               | Schiitische Prozession  | 30 (+1) | 50        | Konflikt in Nordwest-Pakistan |
| 02. März 2006    | Karatschi          | [ 130 ]           |                                        |                                              | Selbstmordattentäter mit Autobombe | US-Konsulat             | 4 (+1)  | 50        | Konflikt in Nordwest-Pakistan |
| 10. März 2006    | Belutschistan      | [ 131 ]           |                                        |                                              | Landmine                           | Fahrzeug                | 28      | 7         |                               |
| 10. April 2006   | Belutschistan      | [ 132 ]           |                                        |                                              | Sprengsatz                         | Friseursalon            | 3       | 20        |                               |
| 11. April 2006   | Karatschi          | [ 133 ]           | Lashkar-e-Jhangvi                      | deobandisch-fundamentalistisch, salafistisch | Selbstmordattentäter               | Religiöse Veranstaltung | 56 (+1) | 125       | Konflikt in Nordwest-Pakistan |
| 20. April 2006   | Khyber Pakhtunkhwa | [ 134 ]           | TTP                                    | deobandisch, islamisch-fundamentalistisch    | Schusswaffen                       | Soldaten                | 6 (+4)  | 22        | Konflikt in Nordwest-Pakistan |
| 20. Oktober 2006 | Peschawar          | [ 135 ]           |                                        |                                              | Sprengsatz                         | Markt                   | 7       | 41        | Konflikt in Nordwest-Pakistan |

## 2007
| Datum/Beginn       | Ort                | Artikel/Quelle(n)       | Täter                                | Politische Ausrichtung                                                                      | Mittel                                     | Ziel                                   | Tote     | Verletzte | Hintergrund                                                         |
| ------------------ | ------------------ | ----------------------- | ------------------------------------ | ------------------------------------------------------------------------------------------- | ------------------------------------------ | -------------------------------------- | -------- | --------- | ------------------------------------------------------------------- |
| 17. Februar 2007   | Quetta             | [ 136 ]                 |                                      |                                                                                             | Selbstmordattentäter                       | Gerichtsgebäude                        | 15 (+1)  | 35        | Konflikt in Nordwest-Pakistan                                       |
| 06. April 2007     | Parachinar         | [ 137 ]                 |                                      |                                                                                             | Automatische Schusswaffen                  | Schiitische Zivilisten                 | 10       | 83        | Konflikt in Nordwest-Pakistan                                       |
| 28. April 2007     | Charsadda          | [ 138 ]                 |                                      |                                                                                             | Selbstmordattentäter                       | Kundgebung                             | 30 (+1)  | 50        | Konflikt in Nordwest-Pakistan                                       |
| 15. Mai 2007       | Peschawar          | [ 139 ]                 | vermutlich TTP                       | deobandisch, islamisch-fundamentalistisch                                                   | Selbstmordattentäter                       | Hotelrestaurant                        | 24 (+1)  |           | Konflikt in Nordwest-Pakistan                                       |
| 04. Juli 2007      | Islamabad          | [ 140 ]                 | vermutlich Islamisten                | islamistisch                                                                                | Schusswaffen, Entführung                   | Moschee, Journalisten                  | 7        | 207       | Konflikt in Nordwest-Pakistan                                       |
| 10. Juli 2007      | Islamabad          | [ 141 ]                 | vermutlich Islamisten                | islamistisch                                                                                | Schusswaffen                               | Moschee                                | 96       | 35        | Konflikt in Nordwest-Pakistan                                       |
| 14. Juli 2007      | Khyber Pakhtunkhwa | [ 142 ]                 | vermutlich al-Qaida                  | salafistisch, wahhabitisch, panislamisch, antikommunistisch, antizionistisch, antisemitisch | Selbstmordattentäter mit Autobombe         | Militärkonvoi                          | 24 (+1)  | 26        | Konflikt in Nordwest-Pakistan                                       |
| 15. Juli 2007      | Khyber Pakhtunkhwa | [ 143 ]                 |                                      |                                                                                             | Selbstmordattentäter mit Autobombe         | Militärkonvoi                          | 12 (+1)  | 20        | Konflikt in Nordwest-Pakistan                                       |
| 15. Juli 2007      | Khyber Pakhtunkhwa | [ 144 ]                 |                                      |                                                                                             | Selbstmordattentäter                       | Polizeirekrutierungszentrum            | 26 (+1)  | 60        | Konflikt in Nordwest-Pakistan                                       |
| 16. Juli 2007      | Khyber Pakhtunkhwa | [ 145 ]                 |                                      |                                                                                             | 2 Selbstmordattentäter mit Autobomben      | Militärkonvoi                          | 14 (+2)  | 47        | Konflikt in Nordwest-Pakistan                                       |
| 16. Juli 2007      | Khyber Pakhtunkhwa | [ 146 ]                 |                                      |                                                                                             | Selbstmordattentäter                       | Polizeistation                         | 20 (+2)  | 35        | Konflikt in Nordwest-Pakistan                                       |
| 17. Juli 2007      | Islamabad          | [ 147 ]                 |                                      |                                                                                             | Selbstmordattentäter                       | Anwaltskonvention                      | 16 (+1)  | 63        | Konflikt in Nordwest-Pakistan                                       |
| 18. Juli 2007      | Islamabad          | [ 148 ]                 |                                      |                                                                                             | Selbstmordattentäter                       | Kundgebung                             | 13 (+1)  | 40        | Konflikt in Nordwest-Pakistan                                       |
| 20. Juli 2007      | Belutschistan      | [ 149 ]                 |                                      |                                                                                             | Sprengsatz                                 | Markt                                  | 25       | 20        | Konflikt in Nordwest-Pakistan                                       |
| 20. Juli 2007      | Belutschistan      | [ 150 ]                 |                                      |                                                                                             | Selbstmordattentäter                       | Chinesische Arbeiter                   | 30       |           | Konflikt in Nordwest-Pakistan                                       |
| 25. Juli 2007      | Bannu              | [ 151 ]                 |                                      |                                                                                             | Raketen                                    | Polizisten, Zivilisten                 | 9        | 41        | Konflikt in Nordwest-Pakistan                                       |
| 27. Juli 2007      | Islamabad          | [ 152 ]                 |                                      |                                                                                             | Selbstmordattentäter                       | Hotel, Polizisten                      | 11 (+1)  | 43        | Konflikt in Nordwest-Pakistan                                       |
| 27. Juli 2007      | Islamabad          | [ 153 ]                 |                                      |                                                                                             | Selbstmordattentäter                       | Polizisten                             | 14 (+1)  | 64        | Konflikt in Nordwest-Pakistan                                       |
| 04. August 2007    | Khyber Pakhtunkhwa | [ 154 ]                 | TTP                                  | deobandisch, islamisch-fundamentalistisch                                                   | Selbstmordattentäter mit Autobombe         |                                        | 8        | 35        | Konflikt in Nordwest-Pakistan                                       |
| 24. August 2007    | Khyber Pakhtunkhwa | [ 155 ]                 |                                      |                                                                                             | Selbstmordattentäter mit Autobombe         | Kontrollpunkt                          | 4 (+1)   | 30        | Konflikt in Nordwest-Pakistan                                       |
| 04. September 2007 | Rawalpindi         | [ 156 ] [ 157 ]         |                                      |                                                                                             | 2 Selbstmordattentäter, einer auf Motorrad | Regierungsfahrzeug, Zivilisten         | 25 (+2)  | 68        | Konflikt in Nordwest-Pakistan                                       |
| 13. September 2007 | Khyber Pakhtunkhwa | [ 158 ]                 |                                      |                                                                                             | Selbstmordattentäter mit Autobombe         | Militärstützpunkt                      | 15 (+1)  | 27        | Konflikt in Nordwest-Pakistan                                       |
| 01. Oktober 2007   | Bannu              | [ 159 ]                 |                                      |                                                                                             | Selbstmordattentäter mit Autobombe         | Kontrollpunkt                          | 15 (+1)  | 29        | Konflikt in Nordwest-Pakistan                                       |
| 09. Oktober 2007   | Peschawar          | [ 160 ]                 |                                      |                                                                                             | Sprengsatz                                 | Zivilisten                             | 0        | 25        | Konflikt in Nordwest-Pakistan                                       |
| 18. Oktober 2007   | Karatschi          | [ 161 ]                 | vermutlich Harkat-ul-Jihad al-Islami | islamisch-fundamentalistisch                                                                | Granate, Selbstmordattentäter              | Veranstaltung                          | 139 (+2) | 250+      | Konflikt in Nordwest-Pakistan                                       |
| 20. Oktober 2007   | Belutschistan      | [ 162 ]                 | Baloch Republican Army               | autonomistisch, belutschisch-nationalistisch                                                | Autobombe                                  | Bushaltestelle                         | 8        | 28        | Belutschistankonflikt                                               |
| 25. Oktober 2007   | Mingora            | [ 163 ]                 |                                      |                                                                                             | Selbstmordattentäter mit Autobombe         | Polizeifahrzeug                        | 20 (+1)  | 34        | Konflikt in Nordwest-Pakistan                                       |
| 01. November 2007  | Punjab             | [ 164 ]                 |                                      |                                                                                             | Selbstmordattentäter mit Motorradbombe     | Militärbus                             | 10 (+1)  | 28        | Konflikt in Nordwest-Pakistan                                       |
| 18. November 2007  | Parachinar         | [ 165 ]                 |                                      |                                                                                             | Schusswaffen, Sprengstoff                  | Sunnitische bzw. Schiitische Muslime   | 90+      | 150       | Kämpfe zwischen Sunniten und Schiiten Konflikt in Nordwest-Pakistan |
| 19. November 2007  | Khyber Pakhtunkhwa | [ 166 ]                 |                                      |                                                                                             | Mörser                                     | Markt                                  | 10       | 20        | Konflikt in Nordwest-Pakistan                                       |
| 12. Dezember 2007  | Khyber Pakhtunkhwa | [ 167 ]                 |                                      |                                                                                             | Schusswaffen                               | Militärkonvoi                          | 6 (+15)  | 20        | Konflikt in Nordwest-Pakistan                                       |
| 13. Dezember 2007  | Quetta             | [ 168 ]                 |                                      |                                                                                             | 2 Selbstmordattentäter                     | Kontrollpunkt                          | 5 (+2)   | 22        | Konflikt in Nordwest-Pakistan                                       |
| 23. Dezember 2007  | Mingora            | [ 169 ]                 | TTP                                  | deobandisch, islamisch-fundamentalistisch                                                   | Selbstmordattentäter mit Autobombe         | Militärkonvoi                          | 13 (+1)  | 26        | Konflikt in Nordwest-Pakistan                                       |
| 27. Dezember 2007  | Charsadda          | [ 170 ]                 |                                      |                                                                                             | Selbstmordattentäter                       | Moschee                                | 71 (+1)  | 100+      | Konflikt in Nordwest-Pakistan                                       |
| 27. Dezember 2007  | Rawalpindi         | Benazir Bhutto#Attentat |                                      |                                                                                             | Selbstmordattentäter mit Schusswaffe       | Wahlkampfveranstaltung, Benazir Bhutto | 19 (+1)  | 100       | Konflikt in Nordwest-Pakistan                                       |

## 2008
| Datum/Beginn       | Ort                | Artikel/Quelle(n)                                  | Täter               | Politische Ausrichtung                                                                      | Mittel                                 | Ziel                          | Tote     | Verletzte | Hintergrund                   |
| ------------------ | ------------------ | -------------------------------------------------- | ------------------- | ------------------------------------------------------------------------------------------- | -------------------------------------- | ----------------------------- | -------- | --------- | ----------------------------- |
| 10. Januar 2008    | Lahore             | [ 172 ]                                            |                     |                                                                                             | Selbstmordattentäter                   | Gerichtsgebäude, Polizisten   | 23 (+1)  |           | Konflikt in Nordwest-Pakistan |
| 14. Januar 2008    | Karatschi          | [ 173 ]                                            |                     |                                                                                             | Motorradbombe                          | Markt, Zivilisten             | 9        | 35        | Konflikt in Nordwest-Pakistan |
| 17. Januar 2008    | Peschawar          | [ 174 ]                                            |                     |                                                                                             | Selbstmordattentäter                   | Moschee                       | 8 (+1)   | 20        | Konflikt in Nordwest-Pakistan |
| 04. Februar 2008   | Rawalpindi         | [ 175 ]                                            |                     |                                                                                             | Selbstmordattentäter mit Motorradbombe | Militärfahrzeug               | 8 (+1)   | 25        | Konflikt in Nordwest-Pakistan |
| 09. Februar 2008   | Charsadda          | [ 176 ]                                            |                     |                                                                                             | Selbstmordattentäter                   | Kundgebung                    | 17 (+1)  | 25        | Konflikt in Nordwest-Pakistan |
| 16. Februar 2008   | Parachinar         | [ 177 ]                                            |                     |                                                                                             | Selbstmordattentäter mit Autobombe     | Parteigebäude                 | 37 (+1)  | 93        | Konflikt in Nordwest-Pakistan |
| 25. Februar 2008   | Rawalpindi         | [ 178 ]                                            |                     |                                                                                             | Selbstmordattentäter                   | Sanitätsinspektor, Zivilisten | 8 (+1)   | 20        | Konflikt in Nordwest-Pakistan |
| 01. März 2008      | Khar               | [ 179 ]                                            | vermutlich TTP      | deobandisch, islamisch-fundamentalistisch                                                   | Selbstmordattentäter mit Autobombe     | Militärpatrouille             | 1 (+1)   | 21        | Konflikt in Nordwest-Pakistan |
| 02. März 2008      | Khyber Pakhtunkhwa | [ 180 ]                                            |                     |                                                                                             | Selbstmordattentäter                   | Stammesversammlung            | 42 (+1)  | 100+      | Konflikt in Nordwest-Pakistan |
| 11. März 2008      | Lahore             | [ 181 ]                                            | vermutlich al-Qaida | salafistisch, wahhabitisch, panislamisch, antikommunistisch, antizionistisch, antisemitisch | 2 Selbstmordattentäter                 | Polizeigebäude                | 25 (+2)  | 200       | Konflikt in Nordwest-Pakistan |
| 09. Mai 2008       | Quetta             | [ 182 ]                                            |                     |                                                                                             | Sprengsatz                             | Restaurant                    | 0        | 24        | Konflikt in Nordwest-Pakistan |
| 06. Juli 2008      | Islamabad          | [ 183 ]                                            |                     |                                                                                             | Selbstmordattentäter                   | Polizeistation                | 19 (+1)  | 40        | Konflikt in Nordwest-Pakistan |
| 13. August 2008    | Lahore             | [ 184 ]                                            | vermutlich TTP      | deobandisch, islamisch-fundamentalistisch                                                   | Selbstmordattentäter                   | Zivilisten                    | 10 (+1)  | 40        | Konflikt in Nordwest-Pakistan |
| 14. August 2008    | Lahore             | [ 185 ]                                            |                     |                                                                                             | Selbstmordattentäter                   | Polizeistation, Zivilisten    | 8 (+1)   | 33        | Konflikt in Nordwest-Pakistan |
| 19. August 2008    | Dera Ismail Khan   | [ 186 ]                                            | TTP                 | deobandisch, islamisch-fundamentalistisch                                                   | Selbstmordattentäter                   | Krankenhaus, Zivilisten       | 27 (+1)  | 30        | Konflikt in Nordwest-Pakistan |
| 21. August 2008    | Islamabad          | [ 187 ]                                            | TTP                 | deobandisch, islamisch-fundamentalistisch                                                   | 2 Selbstmordattentäter                 | Waffenfabrik                  | 62 (+2)  | 100+      | Konflikt in Nordwest-Pakistan |
| 26. August 2008    | nahe Islamabad     | [ 188 ]                                            |                     |                                                                                             | Sprengsatz                             | Hotel                         | 8        | 20        | Konflikt in Nordwest-Pakistan |
| 10. September 2008 | Khyber Pakhtunkhwa | [ 189 ]                                            |                     |                                                                                             | Schusswaffen, Granaten                 | Moschee                       | 25       | 50        | Konflikt in Nordwest-Pakistan |
| 20. September 2008 | Islamabad          | Bombenanschlag auf das Marriott-Hotel in Islamabad |                     |                                                                                             | Selbstmordattentäter mit Autobombe     | Hotel                         | 60+ (+1) | 250+      | Konflikt in Nordwest-Pakistan |
| 31. Oktober 2008   | nahe Mardan        | [ 191 ]                                            |                     |                                                                                             | Selbstmordattentäter                   | Polizeikonvoi                 | 8 (+1)   | 22        | Konflikt in Nordwest-Pakistan |
| 06. November 2008  | Khyber Pakhtunkhwa | [ 192 ]                                            | TTP                 | deobandisch, islamisch-fundamentalistisch                                                   | Selbstmordattentäter                   | Stammesversammlung            | 17 (+1)  | 45        | Konflikt in Nordwest-Pakistan |
| 21. November 2008  | Khyber Pakhtunkhwa | [ 193 ]                                            |                     |                                                                                             | Sprengsatz                             | Beerdigung                    | 10       | 40        | Konflikt in Nordwest-Pakistan |
| 05. Dezember 2008  | Peschawar          | [ 194 ]                                            |                     |                                                                                             | Autobombe                              | Wahllokal, Schule             | 27       | 50        | Konflikt in Nordwest-Pakistan |
| 28. Dezember 2008  | Khyber Pakhtunkhwa | [ 195 ]                                            | TTP                 | deobandisch, islamisch-fundamentalistisch                                                   | Selbstmordattentäter mit Autobombe     | Wahllokal, Schule             | 23 (+1)  | 16        | Konflikt in Nordwest-Pakistan |

## 2009
| Datum/Beginn       | Ort                | Artikel/Quelle(n)                                | Täter                             | Politische Ausrichtung                       | Mittel                                                | Ziel                            | Tote    | Verletzte | Hintergrund                   |
| ------------------ | ------------------ | ------------------------------------------------ | --------------------------------- | -------------------------------------------- | ----------------------------------------------------- | ------------------------------- | ------- | --------- | ----------------------------- |
| 04. Januar 2009    | Khyber Pakhtunkhwa | [ 196 ]                                          |                                   |                                              | Selbstmordattentäter                                  | Polizeifahrzeug                 | 10 (+1) | 21        | Konflikt in Nordwest-Pakistan |
| 03. Februar 2009   | Dera Ismail Khan   | [ 197 ]                                          |                                   |                                              | Granate                                               | Moschee                         | 1       | 25        | Konflikt in Nordwest-Pakistan |
| 05. Februar 2009   | Punjab             | [ 198 ]                                          |                                   |                                              | Selbstmordattentäter                                  | Prozession                      | 32 (+1) | 48        | Konflikt in Nordwest-Pakistan |
| 20. Februar 2009   | Dera Ismail Khan   | [ 199 ]                                          |                                   |                                              | Selbstmordattentäter                                  | Beerdigung                      | 26 (+1) | 65        | Konflikt in Nordwest-Pakistan |
| 03. März 2009      | Lahore             | Angriff auf das Cricketteam Sri Lankas in Lahore |                                   |                                              | Schusswaffen                                          | Veranstaltung                   | 7       | 10        |                               |
| 16. März 2009      | Rawalpindi         | [ 200 ]                                          |                                   |                                              | Selbstmordattentäter mit Motorradbombe                | Bushaltestelle                  | 14 (+1) | 28        | Konflikt in Nordwest-Pakistan |
| 27. März 2009      | nahe Jamrud        | [ 201 ]                                          | vermutlich TTP                    | deobandisch, islamisch-fundamentalistisch    | Selbstmordattentäter                                  | Moschee                         | 56 (+1) | 158       | Konflikt in Nordwest-Pakistan |
| 30. März 2009      | Punjab             | [ 202 ]                                          | TTP                               | deobandisch, islamisch-fundamentalistisch    | Schusswaffen, Granaten                                | Polizeitrainingszentrum         | 12      | 90        | Konflikt in Nordwest-Pakistan |
| 05. April 2009     | Chakwal            | [ 203 ]                                          | vermutlich TTP                    | deobandisch, islamisch-fundamentalistisch    | Selbstmordattentäter                                  | Moschee                         | 24 (+1) | 140       | Konflikt in Nordwest-Pakistan |
| 16. Mai 2009       | Peschawar          | [ 204 ]                                          |                                   |                                              | Autobombe                                             | Zivilisten                      | 13      | 33        | Konflikt in Nordwest-Pakistan |
| 22. Mai 2009       | Peschawar          | [ 205 ]                                          |                                   |                                              | Autobombe                                             | Kino                            | 7       | 80        | Konflikt in Nordwest-Pakistan |
| 27. Mai 2009       | Lahore             | [ 206 ]                                          | TTP                               | deobandisch, islamisch-fundamentalistisch    | Selbstmordattentäter mit Autobombe, Schusswaffen      | Regierungs- und Polizeigebäude  | 30      | 200+      | Konflikt in Nordwest-Pakistan |
| 28. Mai 2009       | Peschawar          | [ 207 ]                                          |                                   |                                              | Sprengsatz                                            | Zivilisten                      | 1       | 20        | Konflikt in Nordwest-Pakistan |
| 28. Mai 2009       | Peschawar          | [ 208 ]                                          | TTP                               | deobandisch, islamisch-fundamentalistisch    | Autobombe, Schusswaffen                               | Zivilisten                      | 5 (+2)  | 70        | Konflikt in Nordwest-Pakistan |
| 05. Juni 2009      | Khyber Pakhtunkhwa | [ 209 ]                                          | vermutlich TTP                    | deobandisch, islamisch-fundamentalistisch    | Selbstmordattentäter                                  | Moschee                         | 30 (+1) | 60        | Konflikt in Nordwest-Pakistan |
| 09. Juni 2009      | Peschawar          | [ 210 ]                                          | vermutlich TTP                    | deobandisch, islamisch-fundamentalistisch    | 3 Selbstmordattentäter mit Autobombe und Schusswaffen | Hotel                           | 16 (+3) | 57        | Konflikt in Nordwest-Pakistan |
| 11. Juni 2009      | Khyber Pakhtunkhwa | [ 211 ]                                          |                                   |                                              | Granate                                               | Zivilisten                      | 0       | 21        | Konflikt in Nordwest-Pakistan |
| 11. Juni 2009      | Belutschistan      | [ 212 ]                                          | vermutlich Baloch Republican Army | autonomistisch, belutschisch-nationalistisch | Sprengsatz                                            | Passagierzug                    | 1       | 32        | Belutschistankonflikt         |
| 14. Juni 2009      | Dera Ismail Khan   | [ 213 ]                                          |                                   |                                              | Autobombe                                             | Markt                           | 9       | 36        | Konflikt in Nordwest-Pakistan |
| 02. Juli 2009      | Rawalpindi         | [ 214 ]                                          |                                   |                                              | Selbstmordattentäter mit Motorradbombe                | Bus                             | 1 (+1)  | 40        | Konflikt in Nordwest-Pakistan |
| 13. Juli 2009      | Punjab             | [ 215 ]                                          |                                   |                                              | Sprengsatz                                            | Zivilisten                      | 15      | 70        | Konflikt in Nordwest-Pakistan |
| 01. August 2009    | Punjab             | [ 216 ]                                          | Demonstranten                     |                                              | Brandstiftung, Schusswaffen                           | Gebäude, Christliche Zivilisten | 7       | 20        |                               |
| 12. August 2009    | Khyber Pakhtunkhwa | [ 217 ]                                          | TTP                               | deobandisch, islamisch-fundamentalistisch    | Brandstiftung                                         | Milizstützpunkt                 | 70      | 0         | Konflikt in Nordwest-Pakistan |
| 18. September 2009 | Khyber Pakhtunkhwa | [ 218 ]                                          | Lashkar-e-Jhangvi                 | deobandisch-fundamentalistisch, salafistisch | Selbstmordattentäter mit Autobombe                    | Markt                           | 24 (+1) | 36        | Konflikt in Nordwest-Pakistan |
| 26. September 2009 | Peschawar          | [ 219 ]                                          | TTP                               | deobandisch, islamisch-fundamentalistisch    | Selbstmordattentäter mit Autobombe, Granate           | Bank                            | 6 (+1)  | 40        | Konflikt in Nordwest-Pakistan |
| 09. Oktober 2009   | Peschawar          | [ 220 ]                                          |                                   |                                              | Selbstmordattentäter mit Autobombe                    | Markt, Zivilisten               | 41 (+1) | 100+      | Konflikt in Nordwest-Pakistan |
| 15. Oktober 2009   | Lahore             | [ 221 ]                                          | vermutlich TTP                    | deobandisch, islamisch-fundamentalistisch    | Granate, Schusswaffen                                 | Polizeitrainingszentrum         | 10      | 50        | Konflikt in Nordwest-Pakistan |
| 20. Oktober 2009   | Islamabad          | [ 222 ]                                          |                                   |                                              | 2 Selbstmordattentäter                                | Universität                     | 6 (+2)  | 33        | Konflikt in Nordwest-Pakistan |
| 28. Oktober 2009   | Peschawar          | [ 223 ]                                          | vermutlich TTP                    | deobandisch, islamisch-fundamentalistisch    | Autobombe                                             | Markt                           | 120     | 200       | Konflikt in Nordwest-Pakistan |
| 02. November 2009  | Rawalpindi         | [ 224 ]                                          |                                   |                                              | Selbstmordattentäter mit Autobombe                    | Bank                            | 34 (+1) | 63        | Konflikt in Nordwest-Pakistan |
| 10. November 2009  | Charsadda          | [ 225 ]                                          |                                   |                                              | Selbstmordattentäter mit Autobombe                    | Basar                           | 33 (+1) | 100+      | Konflikt in Nordwest-Pakistan |
| 19. November 2009  | Peschawar          | [ 226 ]                                          |                                   |                                              | Selbstmordattentäter                                  | Gericht                         | 16 (+1) | 26        | Konflikt in Nordwest-Pakistan |
| 04. Dezember 2009  | Rawalpindi         | [ 227 ]                                          | vermutlich TTP                    | deobandisch, islamisch-fundamentalistisch    | 2 Selbstmordattentäter, Schusswaffen                  | Moschee                         | 30 (+2) |           | Konflikt in Nordwest-Pakistan |
| 07. Dezember 2009  | Peschawar          | [ 228 ]                                          |                                   |                                              | Selbstmordattentäter                                  | Gericht                         | 2 (+1)  | 20        | Konflikt in Nordwest-Pakistan |
| 07. Dezember 2009  | Lahore             | [ 229 ]                                          |                                   |                                              | 2 Selbstmordattentäter                                | Markt                           | 49 (+2) | 150       | Konflikt in Nordwest-Pakistan |
| 08. Dezember 2009  | Multan             | [ 230 ]                                          |                                   |                                              | Autobombe, Granaten, Automatische Schusswaffen        | Regierungsgebäude               | 9       | 40        | Konflikt in Nordwest-Pakistan |
| 15. Dezember 2009  | Punjab             | [ 231 ]                                          |                                   |                                              | Selbstmordattentäter mit Autobombe                    | Markt                           | 27 (+1) | 50        | Konflikt in Nordwest-Pakistan |
| 16. Dezember 2009  | Jamrud             | [ 232 ]                                          |                                   |                                              | Granaten                                              | Konzert                         | 4       | 27        | Konflikt in Nordwest-Pakistan |
| 18. Dezember 2009  | Khyber Pakhtunkhwa | [ 233 ]                                          |                                   |                                              | Selbstmordattentäter mit Autobombe                    | Moschee                         | 11 (+1) | 29        | Konflikt in Nordwest-Pakistan |
| 27. Dezember 2009  | Muzaffarabad       | [ 234 ]                                          |                                   |                                              | Selbstmordattentäter                                  | Moschee                         | 10 (+1) | 81        | Aufstand in Kaschmir          |
| 27. Dezember 2009  | Karatschi          | [ 235 ]                                          | vermutlich Lashkar-e-Jhangvi      | deobandisch-fundamentalistisch, salafistisch | Sprengsatz                                            | Prozession                      | 0       | 26        | Aufstand in Kaschmir          |
| 28. Dezember 2009  | Karatschi          | [ 236 ]                                          | vermutlich TTP                    | deobandisch, islamisch-fundamentalistisch    | Selbstmordattentäter                                  | Schiiten-Prozession             | 44 (+1) | 100+      | Konflikt in Nordwest-Pakistan |

## 2010
| Datum/Beginn       | Ort                | Artikel/Quelle(n)                          | Täter                        | Politische Ausrichtung                                  | Mittel                                                                      | Ziel                                   | Tote     | Verletzte | Hintergrund                   |
| ------------------ | ------------------ | ------------------------------------------ | ---------------------------- | ------------------------------------------------------- | --------------------------------------------------------------------------- | -------------------------------------- | -------- | --------- | ----------------------------- |
| 01. Januar 2010    | Shah Hassan Khel   | [ 237 ]                                    | vermutlich TTP               | deobandisch, islamisch-fundamentalistisch               | Selbstmordattentäter mit Autobombe                                          | Volleyballspiel, Zivilisten            | 99 (+1)  | 87        | Konflikt in Nordwest-Pakistan |
| 05. Februar 2010   | Karatschi          | [ 238 ] [ 239 ]                            | vermutlich Jundallah         | sunnitisch-islamistisch, salafistisch                   | Sprengsatz, Autobombe                                                       | Markt                                  | 25       | 69        | Konflikt in Nordwest-Pakistan |
| 11. Februar 2010   | Bannu              | [ 240 ]                                    | TTP                          | deobandisch, islamisch-fundamentalistisch               | 2 Selbstmordattentäter, einer mit Autobombe                                 | Polizeieinrichtung                     | 15 (+2)  | 20        | Konflikt in Nordwest-Pakistan |
| 18. Februar 2010   | Khyber Pakhtunkhwa | [ 241 ]                                    | vermutlich Ansar ul-Islam    | islamistisch                                            | Selbstmordattentäter                                                        | Markt                                  | 30 (+1)  | 100+      | Konflikt in Nordwest-Pakistan |
| 18. Februar 2010   | Khyber Pakhtunkhwa | [ 242 ]                                    |                              |                                                         | Sprengstoff                                                                 | Moschee                                | 28 (+1)  | 50        | Konflikt in Nordwest-Pakistan |
| 18. Februar 2010   | Khyber Pakhtunkhwa | [ 243 ]                                    |                              |                                                         | Sprengstoff                                                                 | Zivilisten                             | 11       | 50        | Konflikt in Nordwest-Pakistan |
| 05. März 2010      | Khyber Pakhtunkhwa | [ 244 ]                                    |                              |                                                         | Selbstmordattentäter                                                        | Schiitische Zivilisten                 | 12 (+1)  | 30        | Konflikt in Nordwest-Pakistan |
| 08. März 2010      | Lahore             | [ 245 ]                                    | vermutlich TTP               | deobandisch, islamisch-fundamentalistisch               | Selbstmordattentäter mit Autobombe                                          | Polizeigebäude                         | 13 (+1)  | 113       | Konflikt in Nordwest-Pakistan |
| 12. März 2010      | Lahore             | [ 246 ]                                    |                              |                                                         | 2 Selbstmordattentäter                                                      | Armeepatrouille                        | 45 (+2)  | 100       | Konflikt in Nordwest-Pakistan |
| 05. April 2010     | Khyber Pakhtunkhwa | [ 247 ]                                    |                              |                                                         | Selbstmordattentäter                                                        | Parteitreffen                          | 45 (+1)  | 100+      | Konflikt in Nordwest-Pakistan |
| 05. April 2010     | Peschawar          | [ 248 ] [ 249 ]                            | TTP                          | deobandisch, islamisch-fundamentalistisch               | Autobombe, Schusswaffen, Artillerie                                         | US-Konsulat                            | 3 (+4)   | 21        | Konflikt in Nordwest-Pakistan |
| 16. April 2010     | Quetta             | [ 250 ]                                    | vermutlich Lashkar-e-Jhangvi | deobandisch-fundamentalistisch, salafistisch            | Selbstmordattentäter                                                        | Zivilisten                             | 8 (+1)   | 35        | Konflikt in Nordwest-Pakistan |
| 17. April 2010     | Kohat              | [ 251 ]                                    | Lashkar-e-Jhangvi            | deobandisch-fundamentalistisch, salafistisch            | 2 Selbstmordattentäter                                                      | Flüchtlingslager                       | 41 (+2)  | 64        | Konflikt in Nordwest-Pakistan |
| 19. April 2010     | Peschawar          | [ 252 ]                                    |                              |                                                         | Selbstmordattentäter                                                        | Zivilisten                             | 25 (+1)  | 30        | Konflikt in Nordwest-Pakistan |
| 28. Mai 2010       | Lahore             | Terroranschläge vom 28. Mai 2010 in Lahore | TTP                          | deobandisch, islamisch-fundamentalistisch               | 11 Selbstmordattentäter, Granaten, Schusswaffen, Sprengsätze, Motorradbombe | 2 Moscheen, Polizisten                 | 84 (+5)  | 120+      | Konflikt in Nordwest-Pakistan |
| 17. Juni 2010      | Khyber Pakhtunkhwa | [ 256 ]                                    | TTP                          | deobandisch, islamisch-fundamentalistisch               | Entführung, Exekution                                                       | Soldaten                               | 23       | 0         | Konflikt in Nordwest-Pakistan |
| 01. Juli 2010      | Lahore             | [ 257 ]                                    |                              |                                                         | 3 Selbstmordattentäter                                                      | Schrein                                | 41 (+3)  | 175       | Konflikt in Nordwest-Pakistan |
| 09. Juli 2010      | Mohmand            | [ 258 ]                                    | TTP                          | deobandisch, islamisch-fundamentalistisch               | 2 Selbstmordattentäter                                                      | Regierungsbüros                        | 104 (+2) | 115       | Konflikt in Nordwest-Pakistan |
| 15. Juli 2010      | Khyber Pakhtunkhwa | [ 259 ]                                    |                              |                                                         | Sprengsatz                                                                  | Bushaltestelle                         | 5        | 40        | Konflikt in Nordwest-Pakistan |
| 23. August 2010    | Khyber Pakhtunkhwa | [ 260 ]                                    |                              |                                                         | Selbstmordattentäter                                                        | Moschee                                | 40 (+1)  | 30        | Konflikt in Nordwest-Pakistan |
| 03. September 2010 | Lahore             | [ 261 ]                                    | TTP, Lashkar-e-Jhangvi       | deobandisch, islamisch-fundamentalistisch, salafistisch | 3 Selbstmordattentäter                                                      | Schiiten-Prozession                    | 37 (+3)  | 200+      | Konflikt in Nordwest-Pakistan |
| 03. September 2010 | Quetta             | [ 262 ]                                    | TTP, Lashkar-e-Jhangvi       | deobandisch, islamisch-fundamentalistisch, salafistisch | Selbstmordattentäter                                                        | Zivilisten bei schiitischer Kundgebung | 65 (+1)  | 150       | Konflikt in Nordwest-Pakistan |
| 07. Oktober 2010   | Karatschi          | [ 263 ]                                    | TTP                          | deobandisch, islamisch-fundamentalistisch               | 2 Selbstmordattentäter, Granate                                             | Schrein, Zivilisten                    | 8 (+1)   | 64        | Konflikt in Nordwest-Pakistan |
| 22. Oktober 2010   | Peschawar          | [ 264 ]                                    |                              |                                                         | Sprengsatz                                                                  | Moschee                                | 5        | 22        | Konflikt in Nordwest-Pakistan |
| 05. November 2010  | Darra Adam Khel    | [ 265 ]                                    | TTP                          | deobandisch, islamisch-fundamentalistisch               | Selbstmordattentäter                                                        | Moschee                                | 95 (+1)  | 27        | Konflikt in Nordwest-Pakistan |
| 05. November 2010  | Peschawar          | [ 266 ]                                    |                              |                                                         | 3 Granaten                                                                  | Moschee                                | 3        | 20        | Konflikt in Nordwest-Pakistan |
| 11. November 2010  | Islamabad          | [ 267 ]                                    | TTP                          | deobandisch, islamisch-fundamentalistisch               | Autobombe, Schusswaffen                                                     | Polizeigebäude                         | 15       | 100       | Konflikt in Nordwest-Pakistan |
| 06. Dezember 2010  | Mohmand            | [ 268 ]                                    | TTP                          | deobandisch, islamisch-fundamentalistisch               | 2 Selbstmordattentäter mit Motorradbomben                                   | Stammesältere                          | 50 (+2)  | 60        | Konflikt in Nordwest-Pakistan |
| 08. Dezember 2010  | Khyber Pakhtunkhwa | [ 269 ]                                    |                              |                                                         | Selbstmordattentäter                                                        | Zivilisten                             | 19 (+1)  | 20        | Konflikt in Nordwest-Pakistan |
| 16. Dezember 2010  | Peschawar          | [ 270 ]                                    |                              |                                                         | Granate                                                                     | Zivilisten                             | 1        | 25        | Konflikt in Nordwest-Pakistan |
| 25. Dezember 2010  | Bajaur             | [ 271 ]                                    | TTP                          | deobandisch, islamisch-fundamentalistisch               | Selbstmordattentäterin                                                      | Stammesmitglieder                      | 47 (+1)  | 72        | Konflikt in Nordwest-Pakistan |

## 2011
| Datum/Beginn       | Ort                | Artikel/Quelle(n) | Täter                       | Politische Ausrichtung                       | Mittel                                             | Ziel                                    | Tote    | Verletzte | Hintergrund                   |
| ------------------ | ------------------ | ----------------- | --------------------------- | -------------------------------------------- | -------------------------------------------------- | --------------------------------------- | ------- | --------- | ----------------------------- |
| 25. Januar 2011    | Lahore             | [ 272 ]           | TTP                         | deobandisch, islamisch-fundamentalistisch    | Selbstmordattentäter                               | Schiitische Prozession                  | 10 (+1) | 70        | Konflikt in Nordwest-Pakistan |
| 10. Februar 2011   | Mardan             | [ 273 ]           | TTP                         | deobandisch, islamisch-fundamentalistisch    | Selbstmordattentäter                               | Militärrekrutierungszentrum             | 31 (+1) | 40        | Konflikt in Nordwest-Pakistan |
| 01. März 2011      | Khyber Pakhtunkhwa | [ 274 ]           | vermutlich TTP              | deobandisch, islamisch-fundamentalistisch    | Schusswaffen, Granaten                             | Mädchenschule                           | 1       | 21        | Konflikt in Nordwest-Pakistan |
| 08. März 2011      | Faisalabad         | [ 275 ]           | TTP                         | deobandisch, islamisch-fundamentalistisch    | Autobombe                                          | Tankstelle, Regierungsgebäude           | 25      | 100+      | Konflikt in Nordwest-Pakistan |
| 09. März 2011      | Khyber Pakhtunkhwa | [ 276 ]           | TTP                         | deobandisch, islamisch-fundamentalistisch    | Selbstmordattentäter                               | Beerdigung                              | 25 (+1) | 50        | Konflikt in Nordwest-Pakistan |
| 03. April 2011     | Dera Ghazi Khan    | [ 277 ]           | TTP                         | deobandisch, islamisch-fundamentalistisch    | 3 Selbstmordattentäter                             | Schrein                                 | 50 (+2) | 102       | Konflikt in Nordwest-Pakistan |
| 21. April 2011     | Karatschi          | [ 278 ]           | TTP                         | deobandisch, islamisch-fundamentalistisch    | Selbstmordattentäter                               | Spielhalle                              | 15 (+1) | 30        | Konflikt in Nordwest-Pakistan |
| 26. April 2011     | Karatschi          | [ 279 ] [ 280 ]   | TTP                         | deobandisch, islamisch-fundamentalistisch    | Motorradbombe, Sprengsatz                          | Militärbusse                            | 5       | 56        | Konflikt in Nordwest-Pakistan |
| 06. Mai 2011       | Karatschi          | [ 281 ]           |                             |                                              | Sprengsatz                                         | Spielhalle                              | 3       | 21        | Konflikt in Nordwest-Pakistan |
| 13. Mai 2011       | Shabqadar          | [ 282 ]           | TTP                         | deobandisch, islamisch-fundamentalistisch    | 2 Selbstmordattentäter                             | Trainingszentrum                        | 80 (+2) | 140       | Konflikt in Nordwest-Pakistan |
| 14. Mai 2011       | nahe Islamabad     | [ 283 ]           |                             |                                              | Sprengsatz                                         | Passagierbus                            | 7       | 20        | Konflikt in Nordwest-Pakistan |
| 26. Mai 2011       | Hangu              | [ 284 ]           | TTP                         | deobandisch, islamisch-fundamentalistisch    | Selbstmordattentäter mit Autobombe                 | Regierungsgebäude                       | 32 (+1) | 52        | Konflikt in Nordwest-Pakistan |
| 05. Juni 2011      | Khyber Pakhtunkhwa | [ 285 ]           | TTP                         | deobandisch, islamisch-fundamentalistisch    | Selbstmordattentäter                               | Bäckerei                                | 18 (+1) | 28        | Konflikt in Nordwest-Pakistan |
| 11. Juni 2011      | Peschawar          | [ 286 ] [ 287 ]   | TTP                         | deobandisch, islamisch-fundamentalistisch    | Sprengsatz, Selbstmordattentäter mit Motorradbombe | Geschäfts- und Hotelkomplex, Ersthelfer | 35 (+1) | 80        | Konflikt in Nordwest-Pakistan |
| 07. Juli 2011      | Karatschi          | [ 288 ]           |                             |                                              | Schusswaffen                                       | Busse, Zivilisten                       | 10      | 20        | Konflikt in Nordwest-Pakistan |
| 11. Juli 2011      | Khyber Pakhtunkhwa | [ 289 ]           |                             |                                              | Selbstmordattentäter                               | Kundgebung                              | 7 (+1)  | 23        | Konflikt in Nordwest-Pakistan |
| 29. Juli 2011      | Mastung            | [ 290 ]           |                             |                                              | Sprengsatz, Schusswaffen                           | Zivilisten                              | 2       | 30        | Konflikt in Nordwest-Pakistan |
| 19. August 2011    | Jamrud             | [ 291 ]           | TTP                         | deobandisch, islamisch-fundamentalistisch    | Selbstmordattentäter                               | Moschee, Zivilisten                     | 56 (+1) | 123       | Konflikt in Nordwest-Pakistan |
| 20. August 2011    | Karatschi          | [ 292 ]           |                             |                                              | Schusswaffen                                       | Polizeibus                              | 6 (+2)  | 50        | Konflikt in Nordwest-Pakistan |
| 31. August 2011    | Quetta             | [ 293 ]           |                             |                                              | Selbstmordattentäter mit Autobombe                 | Zivilisten                              | 10 (+1) | 25        | Konflikt in Nordwest-Pakistan |
| 15. September 2011 | Khyber Pakhtunkhwa | [ 294 ]           | vermutlich TTP              | deobandisch, islamisch-fundamentalistisch    | Selbstmordattentäter                               | Beerdigungszug, Zivilisten              | 46 (+1) | 57        | Konflikt in Nordwest-Pakistan |
| 19. September 2011 | Peschawar          | [ 295 ]           | vermutlich TTP              | deobandisch, islamisch-fundamentalistisch    | Motorradbombe                                      | Zivilisten                              | 6       | 33        | Konflikt in Nordwest-Pakistan |
| 20. September 2011 | Quetta             | [ 296 ]           | Lashkar-e-Jhangvi           | deobandisch-fundamentalistisch, salafistisch | Schusswaffen                                       | Passagierbus, Schiitische Zivilisten    | 26      | 30        | Konflikt in Nordwest-Pakistan |
| 02. November 2011  | Wazirabad          | [ 297 ]           |                             |                                              | Sprengstoff                                        | Motel                                   | 0       | 25        | Konflikt in Nordwest-Pakistan |
| 16. Dezember 2011  | Khyber Pakhtunkhwa | [ 298 ]           | vermutlich TTP              | deobandisch, islamisch-fundamentalistisch    | Schusswaffen                                       | Soldaten                                | 1       | 25        | Konflikt in Nordwest-Pakistan |
| 30. Dezember 2011  | Quetta             | [ 299 ]           | Balochistan Liberation Army | autonomistisch, belutschisch-nationalistisch | Selbstmordattentäter mit Autobombe                 | Wohngebäude, Zivilisten                 | 13 (+1) | 30        | Belutschistankonflikt         |

## 2012
| Datum/Beginn       | Ort                | Artikel/Quelle(n) | Täter                        | Politische Ausrichtung                                     | Mittel                                                                      | Ziel                                            | Tote    | Verletzte | Hintergrund                   |
| ------------------ | ------------------ | ----------------- | ---------------------------- | ---------------------------------------------------------- | --------------------------------------------------------------------------- | ----------------------------------------------- | ------- | --------- | ----------------------------- |
| 10. Januar 2012    | Jamrud             | [ 300 ]           | TTP                          | deobandisch, islamisch-fundamentalistisch                  | Autobombe                                                                   | Zivilisten                                      | 35      | 60        | Konflikt in Nordwest-Pakistan |
| 15. Januar 2012    | Punjab             | [ 301 ]           |                              |                                                            | Sprengsatz                                                                  | Pilger                                          | 18      | 20        | Konflikt in Nordwest-Pakistan |
| 26. Januar 2012    | Khyber Pakhtunkhwa | [ 302 ]           |                              |                                                            | Schusswaffen                                                                | Kontrollpunkt                                   | 0 (+20) | 22        | Konflikt in Nordwest-Pakistan |
| 31. Januar 2012    | Khyber Pakhtunkhwa | [ 303 ]           | TTP                          | deobandisch, islamisch-fundamentalistisch                  | Schusswaffen                                                                | Kontrollpunkt                                   | 8 (+35) | 32 (+30)  | Konflikt in Nordwest-Pakistan |
| 10. Februar 2012   | Khyber Pakhtunkhwa | [ 304 ]           |                              |                                                            | 2 Sprengsätze, Schusswaffen                                                 | Polizisten, Zivilisten                          | 2       | 22        | Konflikt in Nordwest-Pakistan |
| 12. Februar 2012   | Mardan             | [ 305 ]           |                              |                                                            | Selbstmordattentäter                                                        | Militärrekrutierungszentrum                     | 27 (+1) |           | Konflikt in Nordwest-Pakistan |
| 17. Februar 2012   | Parachinar         | [ 306 ]           | Tehrik-e-Taliban Islami      | islamistisch                                               | Selbstmordattentäter mit Motorradbombe                                      | Zivilisten                                      | 39 (+1) | 64        | Konflikt in Nordwest-Pakistan |
| 23. Februar 2012   | Khyber Pakhtunkhwa | [ 308 ]           | vermutlich TTP               | deobandisch, islamisch-fundamentalistisch                  | Autobombe                                                                   | Bushaltestelle                                  | 12      | 36        | Konflikt in Nordwest-Pakistan |
| 27. Februar 2012   | Khyber Pakhtunkhwa | [ 309 ]           | TTP                          | deobandisch, islamisch-fundamentalistisch                  | Motorradbombe                                                               | Kundgebung                                      | 6       | 20        | Konflikt in Nordwest-Pakistan |
| 02. März 2012      | Khyber Pakhtunkhwa | [ 310 ]           | TTP                          | deobandisch, islamisch-fundamentalistisch                  | Selbstmordattentäter                                                        | Milizionäre                                     | 22 (+1) | 20        | Konflikt in Nordwest-Pakistan |
| 11. März 2012      | Khyber Pakhtunkhwa | [ 311 ]           | TTP                          | deobandisch, islamisch-fundamentalistisch                  | Selbstmordattentäter                                                        | Beerdigung                                      | 17 (+1) | 35        | Konflikt in Nordwest-Pakistan |
| 23. Mai 2012       | Punjab             | [ 312 ]           |                              |                                                            | Brandstiftung                                                               | Konzert                                         | 0       | 20        | Konflikt in Nordwest-Pakistan |
| 03. April 2012     | Gilgit             | [ 313 ]           |                              |                                                            | Schusswaffen, Granate                                                       | Kundgebung                                      | 6       | 50+       | Konflikt in Nordwest-Pakistan |
| 24. April 2012     | Lahore             | [ 314 ]           | Lashkar-e-Balochistan        | autonomistisch, belutschisch-nationalistisch, marxistisch  | Sprengsatz                                                                  | Bahnhof                                         | 4       | 27        | Belutschistankonflikt         |
| 29. April 2012     | Jamrud             | [ 315 ]           |                              |                                                            | Autobombe                                                                   | Bushaltestelle                                  | 1       | 20        | Konflikt in Nordwest-Pakistan |
| 04. Mai 2012       | Khyber Pakhtunkhwa | [ 316 ]           | TTP                          | deobandisch, islamisch-fundamentalistisch                  | Selbstmordattentäter                                                        | Kontrollpunkt                                   | 20 (+1) | 40        | Konflikt in Nordwest-Pakistan |
| 12. Mai 2012       | Peschawar          | [ 317 ]           | TTP                          | deobandisch, islamisch-fundamentalistisch                  | Sprengsatz                                                                  | Polizeikonvoi                                   | 1       | 20        | Konflikt in Nordwest-Pakistan |
| 14. Mai 2012       | Quetta             | [ 318 ]           | Baloch Republican Army       | autonomistisch, belutschisch-nationalistisch               | Autobombe                                                                   | Militärkonvoi                                   | 6       | 58        | Belutschistankonflikt         |
| 22. Mai 2012       | Karatschi          | [ 319 ]           |                              |                                                            | Granaten, Schusswaffen                                                      | Kundgebung                                      | 9       | 35        | Konflikt in Nordwest-Pakistan |
| 25. Mai 2012       | Sindh              | [ 320 ]           | SLA                          | autonomistisch, sindh-nationalistisch, antiimperialistisch | Schusswaffen                                                                | Bus, Zivilisten                                 | 9       | 30        | Aufstand in Sindh             |
| 05. Juni 2012      | Gilgit             | [ 321 ]           |                              |                                                            | Granate                                                                     | Kundgebung                                      | 6       | 50        | Konflikt in Nordwest-Pakistan |
| 07. Juni 2012      | Quetta             | [ 322 ]           |                              |                                                            | Sprengsatz                                                                  | Abschlusszeremonie                              | 14      | 40        | Konflikt in Nordwest-Pakistan |
| 08. Juni 2012      | Khyber Pakhtunkhwa | [ 323 ]           | vermutlich TTP               | deobandisch, islamisch-fundamentalistisch                  | Sprengsatz                                                                  | Bus                                             | 19      | 40        | Konflikt in Nordwest-Pakistan |
| 11. Juni 2012      | Belutschistan      | [ 324 ]           |                              |                                                            | Motorradbombe                                                               | Bus                                             | 6       | 50        | Konflikt in Nordwest-Pakistan |
| 16. Juni 2012      | Khyber Pakhtunkhwa | [ 325 ]           |                              |                                                            | Autobombe                                                                   | Markt, Zivilisten                               | 25      | 50        | Konflikt in Nordwest-Pakistan |
| 18. Juni 2012      | Quetta             | [ 326 ]           | Lashkar-e-Jhangvi            | deobandisch-fundamentalistisch, salafistisch               | Selbstmordattentäter mit Autobombe                                          | Regierungsgebäude, Schiitische Studenten in Bus | 4 (+1)  | 40        | Konflikt in Nordwest-Pakistan |
| 21. Juni 2012      | Khyber Pakhtunkhwa | [ 327 ]           |                              |                                                            | Sprengsatz                                                                  | Schrein                                         | 3       | 21        | Konflikt in Nordwest-Pakistan |
| 28. Juni 2012      | Belutschistan      | [ 328 ]           | Lashkar-e-Jhangvi            | deobandisch-fundamentalistisch, salafistisch               | Selbstmordattentäter mit Autobombe                                          | Schiitische Pilger in Bus                       | 13 (+1) | 20        | Konflikt in Nordwest-Pakistan |
| 11. Juli 2012      | Karatschi          | [ 329 ]           | Lashkar-e-Balochistan        | autonomistisch, belutschisch-nationalistisch, marxistisch  | Motorradbombe                                                               | Bushaltestelle                                  | 1       | 20        | Belutschistankonflikt         |
| 26. Juli 2012      | Khyber Pakhtunkhwa | [ 330 ]           |                              |                                                            | Autobombe                                                                   | Milizionäre                                     | 11      | 23        | Konflikt in Nordwest-Pakistan |
| 01. August 2012    | Lahore             | [ 331 ] [ 332 ]   | United Baloch Army           | autonomistisch, belutschisch-nationalistisch               | Autobombe, Sprengsatz                                                       | Markt                                           | 2       | 23        | Belutschistankonflikt         |
| 14. August 2012    | Khyber Pakhtunkhwa | [ 333 ]           | TTP                          | deobandisch, islamisch-fundamentalistisch                  | Schusswaffen                                                                | Militärpatrouille                               | 5 (+30) | 23        | Konflikt in Nordwest-Pakistan |
| 16. August 2012    | Khyber Pakhtunkhwa | [ 334 ]           | TTP                          | deobandisch, islamisch-fundamentalistisch                  | Schusswaffen                                                                | Schiitische Zivilisten                          | 20      | 0         | Konflikt in Nordwest-Pakistan |
| 17. August 2012    | Karatschi          | [ 335 ]           | Lashkar-e-Jhangvi            | deobandisch-fundamentalistisch, salafistisch               | Sprengsatz                                                                  | Schiitische Studenten in Bus                    | 3       | 25        | Konflikt in Nordwest-Pakistan |
| 31. August 2012    | Khyber Pakhtunkhwa | [ 336 ]           | vermutlich TTP               | deobandisch, islamisch-fundamentalistisch                  | Autobombe                                                                   | Markt                                           | 12      | 20        | Konflikt in Nordwest-Pakistan |
| 03. September 2012 | Peschawar          | [ 337 ]           | vermutlich TTP               | deobandisch, islamisch-fundamentalistisch                  | Selbstmordattentäter mit Autobombe                                          | US-Konsulatsmitarbeiter in Fahrzeug             | 2 (+1)  | 21        | Konflikt in Nordwest-Pakistan |
| 10. September 2012 | Parachinar         | [ 338 ]           | TTP                          | deobandisch, islamisch-fundamentalistisch                  | Autobombe                                                                   | Polizeikonvoi, Zivilisten                       | 14      | 70        | Konflikt in Nordwest-Pakistan |
| 18. September 2012 | Sindh              | [ 339 ] [ 340 ]   | vermutlich Lashkar-e-Jhangvi | deobandisch-fundamentalistisch, salafistisch               | Sprengsatz, Motorradbombe                                                   | Zivilisten                                      | 7       | 22        | Konflikt in Nordwest-Pakistan |
| 19. September 2012 | Peschawar          | [ 341 ]           | TTP                          | deobandisch, islamisch-fundamentalistisch                  | Autobombe                                                                   | Militärfahrzeug, Zivilisten                     | 8       | 22        | Konflikt in Nordwest-Pakistan |
| 25. September 2012 | Punjab             | [ 342 ]           |                              |                                                            | Sprengsatz                                                                  | Pilger                                          | 1       | 30        | Konflikt in Nordwest-Pakistan |
| 11. Oktober 2012   | Belutschistan      | [ 343 ]           |                              |                                                            | Sprengsatz                                                                  | Markt                                           | 11      | 30        |                               |
| 11. Oktober 2012   | Khyber Pakhtunkhwa | [ 344 ] [ 345 ]   | TTP                          | deobandisch, islamisch-fundamentalistisch                  | 2 Sprengsätze                                                               | Markt, Ersthelfer                               | 10      | 34        | Konflikt in Nordwest-Pakistan |
| 13. Oktober 2012   | Khyber Pakhtunkhwa | [ 346 ]           |                              |                                                            | Selbstmordattentäter mit Autobombe                                          | Markt                                           | 16 (+1) | 30        | Konflikt in Nordwest-Pakistan |
| 14. Oktober 2012   | Bannu              | [ 347 ]           |                              |                                                            | Granate                                                                     | Zivilisten                                      | 1       | 30        | Konflikt in Nordwest-Pakistan |
| 28. Oktober 2012   | Khyber Pakhtunkhwa | [ 348 ]           | vermutlich TTP               | deobandisch, islamisch-fundamentalistisch                  | Sprengsatz                                                                  | Schrein, Pilger                                 | 4       | 25        | Konflikt in Nordwest-Pakistan |
| 07. November 2012  | Khyber Pakhtunkhwa | [ 349 ]           |                              |                                                            | Sprengsatz                                                                  | Markt                                           | 1       | 27        | Konflikt in Nordwest-Pakistan |
| 08. November 2012  | Karatschi          | [ 350 ]           | TTP                          | deobandisch, islamisch-fundamentalistisch                  | Selbstmordattentäter mit Autobombe                                          | Militärgebäude                                  | 3 (+1)  | 26        | Konflikt in Nordwest-Pakistan |
| 21. November 2012  | Rawalpindi         | [ 351 ]           | TTP                          | deobandisch, islamisch-fundamentalistisch                  | Selbstmordattentäter                                                        | Schiitische Prozession                          | 24 (+1) | 62        | Konflikt in Nordwest-Pakistan |
| 24. November 2012  | Dera Ismail Khan   | [ 352 ]           | TTP                          | deobandisch, islamisch-fundamentalistisch                  | Sprengsatz                                                                  | Schiitische Aschura-Prozession                  | 7       | 30        | Konflikt in Nordwest-Pakistan |
| 15. Dezember 2012  | Peschawar          | [ 353 ]           | TTP                          | deobandisch, islamisch-fundamentalistisch                  | Selbstmordattentäter mit Autobombe, Automatische Schusswaffen, Panzerfäuste | Militärflughafen                                | 9 (+5)  | 40        | Konflikt in Nordwest-Pakistan |
| 17. Dezember 2012  | Jamrud             | [ 354 ]           |                              |                                                            | Autobombe                                                                   | Bushaltestelle, Markt                           | 21      | 80        | Konflikt in Nordwest-Pakistan |
| 29. Dezember 2012  | Karatschi          | [ 356 ]           |                              |                                                            | Selbstmordattentäter                                                        | Bus                                             | 6 (+1)  | 50        | Konflikt in Nordwest-Pakistan |
| 30. Dezember 2012  | Mastung            | [ 357 ]           | Lashkar-e-Islam              | islamistisch                                               | Autobombe                                                                   | Schiitische Pilger in Bussen                    | 19      | 25        | Konflikt in Nordwest-Pakistan |

## 2013
| Datum/Beginn       | Ort                | Artikel/Quelle(n)       | Täter                      | Politische Ausrichtung                       | Mittel                                                            | Ziel                                                  | Tote     | Verletzte | Hintergrund                   |
| ------------------ | ------------------ | ----------------------- | -------------------------- | -------------------------------------------- | ----------------------------------------------------------------- | ----------------------------------------------------- | -------- | --------- | ----------------------------- |
| 01. Januar 2012    | Karatschi          | [ 358 ]                 | TTP                        | deobandisch, islamisch-fundamentalistisch    | Motorradbombe                                                     | Kundgebung                                            | 4        | 45        | Konflikt in Nordwest-Pakistan |
| 10. Januar 2013    | Quetta             | [ 359 ] [ 360 ]         | Lashkar-e-Jhangvi          | deobandisch-fundamentalistisch, salafistisch | 2 Selbstmordattentäter, einer mit Autobombe                       | Billardhalle, Zivilisten, eintreffende Rettungskräfte | 105 (+2) | 169       | Konflikt in Nordwest-Pakistan |
| 10. Januar 2013    | nahe Mingora       | [ 361 ]                 | Lashkar-e-Jhangvi          |                                              | Sprengsatz                                                        | Tablighi-Jamaat-Treffen                               | 31       | 70        | Konflikt in Nordwest-Pakistan |
| 10. Januar 2013    | Quetta             | [ 362 ]                 | United Baloch Army         | autonomistisch, belutschisch-nationalistisch | Autobombe                                                         | Militärfahrzeuge                                      | 12       | 50        | Belutschistankonflikt         |
| 13. Januar 2013    | Khyber Pakhtunkhwa | [ 363 ]                 | Ansar ul-Mujahideen        | islamistisch                                 | Sprengsatz                                                        | Militärkonvoi                                         | 17       | 20        | Konflikt in Nordwest-Pakistan |
| 01. Februar 2013   | Khyber Pakhtunkhwa | [ 364 ]                 | TTP                        | deobandisch, islamisch-fundamentalistisch    | Selbstmordattentäter mit Motorradbombe                            | Moschee                                               | 24 (+1)  | 55        | Konflikt in Nordwest-Pakistan |
| 02. Februar 2013   | Khyber Pakhtunkhwa | [ 365 ]                 | TTP                        | deobandisch, islamisch-fundamentalistisch    | 4 Selbstmordattentäter, Automatische Schusswaffen, Artillerie     | Militärlager                                          | 23 (+12) | 8         | Konflikt in Nordwest-Pakistan |
| 08. Februar 2013   | Khyber Pakhtunkhwa | [ 366 ]                 | TTP                        | deobandisch, islamisch-fundamentalistisch    | Sprengsatz                                                        | Markt, Moschee, Regierungsgebäude                     | 13       | 31        | Konflikt in Nordwest-Pakistan |
| 16. Februar 2013   | Quetta             | [ 367 ]                 | Lashkar-e-Jhangvi          |                                              | Autobombe                                                         | Zivilisten                                            | 91       | 169       | Konflikt in Nordwest-Pakistan |
| 25. Februar 2013   | Sindh              | [ 368 ]                 |                            |                                              | Sprengsatz                                                        | Schrein                                               | 4        | 26        | Konflikt in Nordwest-Pakistan |
| 03. März 2013      | Karatschi          | [ 369 ]                 | Lashkar-e-Jhangvi, TTP     | deobandisch, islamisch-fundamentalistisch    | Autobombe                                                         | Schiitische Moschee                                   | 45       | 151       | Konflikt in Nordwest-Pakistan |
| 09. März 2013      | Peschawar          | [ 370 ]                 |                            |                                              | Sprengsatz                                                        | Moschee                                               | 5        | 29        | Konflikt in Nordwest-Pakistan |
| 12. März 2013      | Bannu              | [ 371 ]                 | vermutlich TTP             | deobandisch, islamisch-fundamentalistisch    | Selbstmordattentäter mit Motorradbombe                            | Polizeistreife                                        | 2 (+1)   | 20        | Konflikt in Nordwest-Pakistan |
| 18. März 2013      | Peschawar          | [ 372 ]                 | TTP                        | deobandisch, islamisch-fundamentalistisch    | 2 Selbstmordattentäter, Granate, Schusswaffen                     | Gerichtskomplex                                       | 4 (+2)   | 45        | Konflikt in Nordwest-Pakistan |
| 21. März 2013      | Khyber Pakhtunkhwa | [ 373 ]                 | vermutlich Lashkar-e-Islam | islamistisch                                 | Autobombe                                                         | Afghanisches Flüchtlingslager                         | 17       | 30        | Konflikt in Nordwest-Pakistan |
| 22. März 2013      | Belutschistan      | [ 374 ]                 |                            |                                              | Sprengsatz                                                        | Bushaltestelle                                        | 8        | 40        |                               |
| 23. März 2013      | Khyber Pakhtunkhwa | [ 375 ]                 |                            |                                              | Selbstmordattentäter mit Autobombe                                | Kontrollpunkt                                         | 17 (+1)  | 26        | Konflikt in Nordwest-Pakistan |
| 29. März 2013      | Peschawar          | [ 376 ]                 | TTP                        | deobandisch, islamisch-fundamentalistisch    | Selbstmordattentäter auf Motorrad                                 | Polizeikonvoi, Zivilisten                             | 10 (+1)  | 28        | Konflikt in Nordwest-Pakistan |
| 11. April 2013     | Khyber Pakhtunkhwa | [ 377 ]                 |                            |                                              | Sprengsatz                                                        | Milizlager                                            | 3        | 22        | Konflikt in Nordwest-Pakistan |
| 23. April 2013     | Quetta             | [ 378 ]                 | Lashkar-e-Jhangvi          | deobandisch-fundamentalistisch, salafistisch | Selbstmordattentäter mit Autobombe                                | Kontrollpunkt                                         | 6 (+1)   | 30        | Konflikt in Nordwest-Pakistan |
| 26. April 2013     | Karatschi          | [ 379 ]                 | TTP                        | deobandisch, islamisch-fundamentalistisch    | Autobombe                                                         | Parteibüro                                            | 11       | 40        | Konflikt in Nordwest-Pakistan |
| 27. April 2013     | Karatschi          | [ 380 ] [ 381 ] [ 382 ] | TTP                        | deobandisch, islamisch-fundamentalistisch    | 2 Autobomben, Granate                                             | Parteibüros, Moschee                                  | 8        | 59        | Konflikt in Nordwest-Pakistan |
| 28. April 2013     | Khyber Pakhtunkhwa | [ 383 ] [ 384 ] [ 385 ] | TTP                        | deobandisch, islamisch-fundamentalistisch    | 3 Sprengsätze                                                     | Kundgebung, Wahllokale                                | 10       | 43        | Konflikt in Nordwest-Pakistan |
| 29. April 2013     | Peschawar          | [ 386 ]                 |                            |                                              | Selbstmordattentäter mit Motorradbombe                            | Bus, Polizeistreife                                   | 8 (+1)   | 43        | Konflikt in Nordwest-Pakistan |
| 04. Mai 2013       | Karatschi          | [ 387 ] [ 388 ]         | TTP                        | deobandisch, islamisch-fundamentalistisch    | Selbstmordattentäter mit Motorradbombe, Sprengsatz                | Parteibüro, Soldaten, Polizisten, Journalisten        | 5 (+1)   | 30+       | Konflikt in Nordwest-Pakistan |
| 08. Mai 2013       | Khyber Pakhtunkhwa | [ 389 ]                 |                            |                                              | Selbstmordattentäter mit Autobombe                                | Polizeistation                                        | 3 (+1)   | 23        | Konflikt in Nordwest-Pakistan |
| 17. Mai 2013       | Khyber Pakhtunkhwa | [ 390 ] [ 391 ]         |                            |                                              | 2 Sprengsätze                                                     | Moscheen                                              | 22       | 36        | Konflikt in Nordwest-Pakistan |
| 15. Juni 2013      | Quetta             | [ 392 ] [ 393 ]         | Lashkar-e-Jhangvi          | deobandisch-fundamentalistisch, salafistisch | Selbstmordattentäterin, 2 Selbstmordattentäter, Schusswaffen      | Studentinnen in Bus, eintreffende Rettungskräfte      | 25 (+5)  | 60        | Konflikt in Nordwest-Pakistan |
| 21. Juni 2013      | Peschawar          | [ 394 ]                 | TTP                        | deobandisch, islamisch-fundamentalistisch    | Schusswaffen, Selbstmordattentäter                                | Medresse                                              | 14 (+1)  | 32        | Konflikt in Nordwest-Pakistan |
| 21. Juni 2013      | Karatschi          | [ 395 ] [ 396 ]         |                            |                                              | Schusswaffen, Sprengsätze                                         | Zivilisten, Polizisten                                | 2        | 27        | Konflikt in Nordwest-Pakistan |
| 22.–23. Juli 2013  | Nanga Parbat       |                         | Tehrik-i-Taliban           | dschihadistisch-islamistisch                 | Schusswaffen                                                      | Bergsteiger                                           | 11       | 2         | Afghanistankrieg              |
| 30. Juni 2013      | Quetta             | [ 397 ]                 | Lashkar-e-Jhangvi          | deobandisch-fundamentalistisch, salafistisch | Selbstmordattentäter                                              | Moschee                                               | 31 (+1)  | 55        | Konflikt in Nordwest-Pakistan |
| 30. Juni 2013      | Khyber Pakhtunkhwa | [ 398 ]                 | TTP                        | deobandisch, islamisch-fundamentalistisch    | Autobombe                                                         | Militärkonvoi, Zivilisten                             | 20       | 50        | Konflikt in Nordwest-Pakistan |
| 06. Juli 2013      | Lahore             | [ 399 ]                 | Baloch Liberation Tigers   | autonomistisch, belutschisch-nationalistisch | Sprengsatz                                                        | Restaurant                                            | 5        | 50        | Belutschistankonflikt         |
| 07. Juli 2013      | Quetta             | [ 401 ]                 | Lashkar-e-Jhangvi          | deobandisch-fundamentalistisch, salafistisch | Selbstmordattentäter                                              | Schiitische Moschee                                   | 28 (+1)  | 70        | Konflikt in Nordwest-Pakistan |
| 24. Juli 2013      | Sukkur             | [ 402 ]                 | Jundallah                  | salafistisch                                 | Selbstmordattentäter mit Autobombe und Schusswaffen               | Regierungsgebäude                                     | 2 (+5)   | 38        | Konflikt in Nordwest-Pakistan |
| 26. Juli 2013      | Parachinar         | [ 403 ]                 | Ansar ul-Mujahideen        |                                              | 2 Selbstmordattentäter mit Motorradbomben                         | Basar                                                 | 59 (+2)  | 151       | Konflikt in Nordwest-Pakistan |
| 27. Juli 2013      | Khyber Pakhtunkhwa | [ 404 ]                 |                            |                                              | Schusswaffen, Panzerfäuste, Mörsergranaten, Granaten, Sprengstoff | Polizeikontrollpunkt                                  | 2 (+8)   | 24        | Konflikt in Nordwest-Pakistan |
| 08. August 2013    | Quetta             | [ 405 ] [ 406 ]         | TTP                        | deobandisch, islamisch-fundamentalistisch    | Selbstmordattentäter, Schusswaffen                                | Polizisten, Beerdigung                                | 39 (+1)  | 55        | Konflikt in Nordwest-Pakistan |
| 16. August 2013    | Belutschistan      | [ 407 ]                 |                            |                                              | Raketen, Schusswaffen                                             | Expresszug                                            | 3        | 32        | Belutschistankonflikt         |
| 01. September 2013 | Khyber Pakhtunkhwa | [ 408 ]                 | Ansar ul-Mujahideen        |                                              | Sprengsatz                                                        | Militärkonvoi                                         | 9        | 20        | Konflikt in Nordwest-Pakistan |
| 22. September 2013 | Peschawar          | [ 409 ]                 | Jundallah                  | sunnitisch-islamistisch, salafistisch        | 2 Selbstmordattentäter                                            | Kirche                                                | 85 (+2)  | 131       | Konflikt in Nordwest-Pakistan |
| 22. September 2013 | Belutschistan      | [ 410 ]                 |                            |                                              | Motorradbombe                                                     | Markt                                                 | 0        | 20+       | Belutschistankonflikt         |
| 27. September 2013 | Peschawar          | [ 411 ]                 | TTP                        | deobandisch, islamisch-fundamentalistisch    | Sprengsatz                                                        | Regierungsarbeiter in Bus                             | 17       | 33        | Konflikt in Nordwest-Pakistan |
| 29. September 2013 | Peschawar          | [ 412 ]                 |                            |                                              | Autobombe                                                         | Basar                                                 | 43       | 100+      | Konflikt in Nordwest-Pakistan |
| 03. Oktober 2013   | Khyber Pakhtunkhwa | [ 413 ]                 | TTP                        | deobandisch, islamisch-fundamentalistisch    | 3 Selbstmordattentäter, Autobombe                                 | Milizgelände                                          | 17 (+1)  | 22        | Konflikt in Nordwest-Pakistan |
| 10. Oktober 2013   | Quetta             | [ 414 ]                 | United Baloch Army         | autonomistisch-belutschisch                  | Motorradbombe                                                     | Markt, Polizeistation                                 | 6        | 31        | Belutschistankonflikt         |
| 15. November 2013  | Rawalpindi         | [ 415 ]                 | TTP                        | deobandisch, islamisch-fundamentalistisch    | Schusswaffen, Brandstiftung                                       | Schiitische Prozession                                | 8        | 30+       | Konflikt in Nordwest-Pakistan |
| 21. November 2013  | Quetta             | [ 416 ]                 | United Baloch Army         | autonomistisch-belutschisch                  | Motorradbombe                                                     | Kontrollpunkt, Zivilisten                             | 3        | 22        | Belutschistankonflikt         |
| 21. November 2013  | Torcham            | [ 417 ]                 |                            |                                              | Selbstmordattentäter                                              | Zollamt                                               | 0 (+1)   | 26        | Konflikt in Nordwest-Pakistan |
| 22. November 2013  | Karatschi          | [ 418 ] [ 419 ]         | TTP                        | deobandisch, islamisch-fundamentalistisch    | 2 Motorradbomben                                                  | Zivilisten                                            | 6        | 35        | Konflikt in Nordwest-Pakistan |
| 18. Dezember 2013  | Mir Ali            | [ 420 ]                 | TTP                        | deobandisch, islamisch-fundamentalistisch    | Selbstmordattentäter mit Autobombe                                | Kontrollpunkt, Zivilisten                             | 5 (+1)   | 34        | Konflikt in Nordwest-Pakistan |

## 2014
| Datum/Beginn       | Ort                | Artikel/Quelle(n)                 | Täter                                  | Politische Ausrichtung                                  | Mittel                                                         | Ziel                                 | Tote     | Verletzte | Hintergrund                   |
| ------------------ | ------------------ | --------------------------------- | -------------------------------------- | ------------------------------------------------------- | -------------------------------------------------------------- | ------------------------------------ | -------- | --------- | ----------------------------- |
| 01. Januar 2014    | Quetta             | [ 421 ]                           | Lashkar-e-Islam                        | islamistisch                                            | Selbstmordattentäter mit Autobombe                             | Schiitische Pilger in Bus            | 2 (+1)   | 31        | Konflikt in Nordwest-Pakistan |
| 03. Januar 2014    | Peschawar          | [ 422 ]                           |                                        |                                                         | Granate                                                        | Kino                                 | 4        | 31        | Konflikt in Nordwest-Pakistan |
| 16. Januar 2014    | Peschawar          | [ 423 ]                           |                                        |                                                         | Sprengsatz                                                     | Moschee                              | 8        | 61        | Konflikt in Nordwest-Pakistan |
| 19. Januar 2014    | Bannu              | [ 424 ]                           | TTP                                    | deobandisch, islamisch-fundamentalistisch               | Autobombe                                                      | Militäranlage                        | 25       | 27        | Konflikt in Nordwest-Pakistan |
| 20. Januar 2014    | Rawalpindi         | [ 425 ]                           | TTP                                    | deobandisch, islamisch-fundamentalistisch               | Selbstmordattentäter, Granaten                                 | Markt, Soldaten                      | 13 (+1)  | 24        | Konflikt in Nordwest-Pakistan |
| 21. Januar 2014    | Belutschistan      | [ 426 ]                           | TTP, Lashkar-e-Jhangvi                 | deobandisch, islamisch-fundamentalistisch, salafistisch | Selbstmordattentäter mit Autobombe                             | Schiitische Pilger in Bus            | 29 (+1)  | 31        | Konflikt in Nordwest-Pakistan |
| 02. Februar 2014   | Peschawar          | [ 427 ]                           | Jundallah                              | sunnitisch-islamistisch, salafistisch                   | 2 Granaten                                                     | Kino                                 | 6        | 30        | Konflikt in Nordwest-Pakistan |
| 04. Februar 2014   | Peschawar          | [ 428 ]                           | TTP                                    | deobandisch, islamisch-fundamentalistisch               | Selbstmordattentäter                                           | Hotel                                | 9 (+1)   | 50        | Konflikt in Nordwest-Pakistan |
| 04. Februar 2014   | Sindh              | [ 429 ]                           | Baloch Republican Army                 | autonomistisch, belutschisch-nationalistisch            | Sprengsatz                                                     | Expresszug                           | 1        | 23        | Belutschistankonflikt         |
| 11. Februar 2014   | Peschawar          | [ 430 ]                           | vermutlich TTP                         | deobandisch, islamisch-fundamentalistisch               | 3 Granaten                                                     | Kino                                 | 13       | 25        | Konflikt in Nordwest-Pakistan |
| 13. Februar 2014   | Karatschi          | [ 431 ]                           | TTP                                    | deobandisch, islamisch-fundamentalistisch               | Selbstmordattentäter mit Autobombe                             | Polizeitrainingszentrum              | 13 (+1)  | 36        | Konflikt in Nordwest-Pakistan |
| 16. Februar 2014   | Sindh              | [ 432 ]                           | Baloch Republican Army                 | autonomistisch, belutschisch-nationalistisch            | Sprengsatz                                                     | Expresszug                           | 5        | 30        | Belutschistankonflikt         |
| 03. März 2014      | Islamabad          | [ 433 ]                           | TTP                                    | deobandisch, islamisch-fundamentalistisch               | 2 Selbstmordattentäter, Granaten, Schusswaffen                 | Gericht                              | 11 (+2)  | 25        | Konflikt in Nordwest-Pakistan |
| 14. März 2014      | Khyber Pakhtunkhwa | [ 434 ]                           | TTP                                    | deobandisch, islamisch-fundamentalistisch               | Selbstmordattentäter                                           | Polizeifahrzeug                      | 12 (+1)  | 50        | Konflikt in Nordwest-Pakistan |
| 14. März 2014      | Quetta             | [ 435 ]                           |                                        |                                                         | Motorradbombe                                                  | Polizeifahrzeuge, Zivilisten         | 10       | 31        |                               |
| 08. April 2014     | Belutschistan      | [ 436 ]                           | United Baloch Army                     | autonomistisch, belutschisch-nationalistisch            | Sprengsatz                                                     | Expresszug                           | 17       | 35        | Belutschistankonflikt         |
| 09. April 2014     | Islamabad          | [ 437 ]                           | vermutlich United Baloch Army          | autonomistisch, belutschisch-nationalistisch            | Sprengsatz                                                     | Markt                                | 22       | 100       | Belutschistankonflikt         |
| 22. April 2014     | Charsadda          | [ 438 ]                           |                                        |                                                         | Motorradbombe                                                  | Polizeifahrzeug                      | 3        | 30        | Konflikt in Nordwest-Pakistan |
| 25. April 2014     | Karatschi          | [ 439 ]                           |                                        |                                                         | Sprengsatz                                                     | Schiitische Zivilisten               | 4        | 30        | Konflikt in Nordwest-Pakistan |
| 08. Juni 2014      | Karatschi          | [ 440 ]                           | TTP                                    | deobandisch, islamisch-fundamentalistisch               | 10 Selbstmordattentäter, Granaten, Raketenwerfer, Sturmgewehre | Karachi/Jinnah International Airport | 28 (+10) | 22        | Konflikt in Nordwest-Pakistan |
| 20. Juni 2014      | nahe Islamabad     | [ 441 ]                           | TTP                                    | deobandisch, islamisch-fundamentalistisch               | Sprengsatz                                                     | Schrein                              | 0        | 37        | Konflikt in Nordwest-Pakistan |
| 19. Juli 2014      | Belutschistan      | [ 442 ]                           | vermutlich Belutschische Nationalisten | belutschisch-nationalistisch                            | Motorradbombe                                                  | Militärfahrzeug                      | 3        | 22        | Belutschistankonflikt         |
| 12. August 2014    | Quetta             | [ 443 ]                           | Balochistan Liberation Army            | autonomistisch, belutschisch-nationalistisch            | Granaten                                                       | Flagship-Store                       | 0        | 22        | Belutschistankonflikt         |
| 13. September 2014 | Quetta             | [ 444 ]                           | United Baloch Army                     | autonomistisch, belutschisch-nationalistisch            | Autobombe                                                      | Militärkonvoi                        | 3        | 24        | Belutschistankonflikt         |
| 27. September 2014 | Belutschistan      | [ 445 ]                           | Baloch Republican Guards               |                                                         | Motorradbombe                                                  | Markt                                | 2        | 23        | Belutschistankonflikt         |
| 04. Oktober 2014   | Quetta             | [ 446 ]                           | Lashkar-e-Islam                        | islamistisch                                            | Selbstmordattentäter                                           | Markt                                | 5 (+1)   | 20        | Konflikt in Nordwest-Pakistan |
| 02. November 2014  | Wagah              | [ 447 ]                           | Jamaat-ul-Ahrar, TTP                   | deobandisch, islamisch-fundamentalistisch               | Selbstmordattentäter                                           | Zivilisten                           | 61 (+1)  | 110       | Konflikt in Nordwest-Pakistan |
| 04. November 2014  | Khyber Pakhtunkhwa | [ 448 ]                           |                                        |                                                         | Sprengsatz                                                     | Prozession                           | 2        | 28        | Konflikt in Nordwest-Pakistan |
| 16. Dezember 2014  | Peschawar          | Terroranschlag von Peschawar 2014 | TTP                                    | paschtunisch, deobandisch-sunnitisch                    | Schusswaffen, Sprengstoff                                      | Schule                               | 151 (+7) | 121       | Konflikt in Nordwest-Pakistan |
| 24. Dezember 2014  | Quetta             | [ 450 ]                           | Balochistan Liberation Army            | autonomistisch, belutschisch-nationalistisch            | Sprengsatz                                                     | Restaurant                           | 0        | 27        | Belutschistankonflikt         |

## 2015
| Datum/Beginn       | Ort                | Artikel/Quelle(n) | Täter                                             | Politische Ausrichtung                                                                                         | Mittel                                                    | Ziel                          | Tote     | Verletzte | Hintergrund                   |
| ------------------ | ------------------ | ----------------- | ------------------------------------------------- | --- | --------------------------------------------------------- | ----------------------------- | -------- | --------- | ----------------------------- |
| 30. Januar 2015    | Sindh              | [ 451 ]           | Jundallah                                         | sunnitisch-islamistisch, salafistisch                                                                          | Selbstmordattentäter                                      | Moschee                       | 61 (+1)  | 46        | Konflikt in Nordwest-Pakistan |
| 13. Februar 2015   | Khyber Pakhtunkhwa | [ 452 ]           | TTP                                               | deobandisch, islamisch-fundamentalistisch                                                                      | 3 Selbstmordattentäter, Granaten, Sturmgewehre            | Husainīya                     | 21 (+3)  | 50        | Konflikt in Nordwest-Pakistan |
| 17. Februar 2015   | Lahore             | [ 453 ]           | Jamaat-ul-Ahrar                                   | islamistisch                                                                                                   | Selbstmordattentäter                                      | Polizeihauptquartier          | 5 (+1)   | 25        | Konflikt in Nordwest-Pakistan |
| 15. März 2015      | Lahore             | [ 454 ] [ 455 ]   | Jamaat-ul-Ahrar                                   | islamistisch                                                                                                   | 2 Selbstmordattentäter, Schusswaffe, Granate              | Kirchen                       | 19 (+2)  | 70        | Konflikt in Nordwest-Pakistan |
| 11. April 2015     | Belutschistan      | [ 456 ]           | Balochistan Liberation Army                       | autonomistisch, belutschisch-nationalistisch                                                                   | Schusswaffen                                              | Bauarbeiter                   | 20       | 3         | Belutschistankonflikt         |
| 13. Mai 2015       | Karatschi          | [ 457 ]           | Jundallah / TTP / IS                              | sunnitisch-islamistisch, salafistisch / deobandisch, islamisch-fundamentalistisch / salafistisch, wahhabitisch | Sturmgewehre, Pistolen                                    | Schiitische Zivilisten in Bus | 45       | 13        | Konflikt in Nordwest-Pakistan |
| 29. Mai 2015       | Belutschistan      | [ 458 ]           | United Baloch Army                                | autonomistisch, belutschisch-nationalistisch                                                                   | Schusswaffen, Entführung                                  | Busse                         | 22       | 3         | Belutschistankonflikt         |
| 29. Juni 2015      | Belutschistan      | [ 459 ]           | Balochistan Liberation Army                       | autonomistisch, belutschisch-nationalistisch                                                                   | Schusswaffen                                              | Milizlager                    | 20       |           | Belutschistankonflikt         |
| 01. September 2015 | Jamrud             | [ 460 ]           |                                                   | | Selbstmordattentäter                                      | Regierungsgebäude             | 6 (+1)   | 31        | Konflikt in Nordwest-Pakistan |
| 13. September 2015 | Multan             | [ 461 ]           | United Baloch Army                                | autonomistisch-belutschisch                                                                                    | Autobombe                                                 | Bushaltestelle                | 11       | 59        | Belutschistankonflikt         |
| 18. September 2015 | Khyber Pakhtunkhwa | [ 462 ]           | TTP                                               | deobandisch, islamisch-fundamentalistisch                                                                      | Selbstmordattentäter mit Raketenwerfern und Sturmgewehren | Militärstützpunkt             | 29 (+13) | 22        | Konflikt in Nordwest-Pakistan |
| 19. Oktober 2015   | Quetta             | [ 463 ]           | Baloch Young Tigers                               | | Sprengsatz                                                | Bus                           | 11 (+1)  | 23        | Belutschistankonflikt         |
| 23. Oktober 2015   | Jacobabad          | [ 464 ]           | Lashkar-e-Jhangvi                                 | deobandisch-fundamentalistisch, salafistisch                                                                   | Selbstmordattentäter                                      | Veranstaltung                 | 27 (+1)  | 19        | Konflikt in Nordwest-Pakistan |
| 17. November 2015  | Belutschistan      | [ 465 ]           | Baloch Young Tigers                               | | Ferngesteuerter Sprengsatz                                | Expresszug                    | 16       | 150       | Konflikt in Nordwest-Pakistan |
| 13. Dezember 2015  | Parachinar         | [ 466 ]           | Lashkar-e-Jhangvi, Ansar Al-Mujahideen (Pakistan) | deobandisch-fundamentalistisch, salafistisch                                                                   | Sprengsatz                                                | Markt                         | 22       | 70        | Konflikt in Nordwest-Pakistan |
| 29. Dezember 2015  | Mardan             | [ 467 ]           | vermutlich TTP                                    | deobandisch, islamisch-fundamentalistisch                                                                      | Selbstmordattentäter                                      | Regierungsgebäude             | 26 (+1)  | 50+       | Konflikt in Nordwest-Pakistan |

## 2016
| Datum/Beginn       | Ort                | Artikel/Quelle(n)                         | Täter              | Politische Ausrichtung                    | Mittel                                                | Ziel                                  | Tote    | Verletzte | Hintergrund                   |
| ------------------ | ------------------ | ----------------------------------------- | ------------------ | ----------------------------------------- | ----------------------------------------------------- | ------------------------------------- | ------- | --------- | ----------------------------- |
| 13. Januar 2016    | Quetta             | [ 468 ]                                   |                    |                                           | Selbstmordattentäter                                  | Gesundheitszentrum, Sicherheitskräfte | 15 (+1) | 25        | Konflikt in Nordwest-Pakistan |
| 19. Januar 2016    | Jamrud             | [ 469 ]                                   |                    |                                           | Selbstmordattentäter mit Motorradbombe                | Kontrollpunkt, Zivilisten, Journalist | 11 (+1) | 31        | Konflikt in Nordwest-Pakistan |
| 20. Januar 2016    | Charsadda          | [ 470 ]                                   | vermutlich TTP     | deobandisch, islamisch-fundamentalistisch | 4 Selbstmordattentäter mit Granaten und Sturmgewehren | Universität                           | 21 (+4) | 22        | Konflikt in Nordwest-Pakistan |
| 06. Februar 2016   | Quetta             | [ 471 ]                                   | TTP                | deobandisch, islamisch-fundamentalistisch | Selbstmordattentäter                                  | Militärkonvoi, Zivilisten             | 12 (+1) | 33        | Konflikt in Nordwest-Pakistan |
| 07. März 2016      | Khyber Pakhtunkhwa | [ 472 ]                                   | TTP                | deobandisch, islamisch-fundamentalistisch | Selbstmordattentäter mit Schusswaffe(n)               | Amtsgericht                           | 17 (+1) | 30        | Konflikt in Nordwest-Pakistan |
| 16. März 2016      | Peschawar          | [ 473 ]                                   |                    |                                           | Sprengsatz                                            | Regierungsarbeiter in Bus             | 16      | 50        | Konflikt in Nordwest-Pakistan |
| 27. März 2016      | Lahore             | Terroranschlag in Lahore am 27. März 2016 | TTP                | deobandisch, islamisch-fundamentalistisch | Selbstmordattentäter                                  | Park                                  | 78 (+1) | 351       | Konflikt in Nordwest-Pakistan |
| 24. Juni 2016      | Quetta             | [ 475 ]                                   | United Baloch Army | autonomistisch-belutschisch               | Sprengsatz auf Fahrrad                                | Markt                                 | 7       | 27        | Belutschistankonflikt         |
| 08. August 2016    | Quetta             | Bombenanschlag in Quetta                  | TTP                | paschtunisch, deobandisch-sunnitisch      | Selbstmordattentäter                                  | Krankenhaus, Journalisten             | 74 (+1) | 125       | Konflikt in Nordwest-Pakistan |
| 02. September 2016 | Mardan             | [ 477 ]                                   | TTP                | paschtunisch, deobandisch-sunnitisch      | Selbstmordattentäter mit Schusswaffe und Granate      | Gerichtsgebäude                       | 13 (+1) | 44        | Konflikt in Nordwest-Pakistan |
| 16. September 2016 | Khyber Pakhtunkhwa | [ 478 ]                                   | TTP                | deobandisch, islamisch-fundamentalistisch | Selbstmordattentäter                                  | Moschee                               | 37 (+1) | 31        | Konflikt in Nordwest-Pakistan |
| 17. Oktober 2016   | Karatschi          | [ 479 ]                                   |                    |                                           | Handgranate                                           | Husainīya                             | 1       | 20        | Konflikt in Nordwest-Pakistan |
| 24. Oktober 2016   | Quetta             | [ 480 ]                                   |                    |                                           | 3 Selbstmordattentäter, Sturmgewehre                  | Polizeitrainingszentrum               | 64 (+3) | 161       | Konflikt in Nordwest-Pakistan |
| 12. November 2016  | Belutschistan      | [ 481 ]                                   |                    |                                           | Selbstmordattentäter                                  | Shah-Noorani-Schrein                  | 52 (+1) | 100+      | Konflikt in Nordwest-Pakistan |

## 2017
| Datum/Beginn     | Ort           | Artikel/Quelle(n) | Täter           | Politische Ausrichtung                    | Mittel                           | Ziel          | Tote    | Verletzte | Hintergrund                   |
| ---------------- | ------------- | ----------------- | --------------- | ----------------------------------------- | -------------------------------- | ------------- | ------- | --------- | ----------------------------- |
| 21. Januar 2017  | Parachinar    | [ 482 ]           | TTP             | deobandisch, islamisch-fundamentalistisch | Sprengsatz in Gemüsekiste        | Markt         | 26      | 65        | Konflikt in Nordwest-Pakistan |
| 13. Februar 2017 | Lahore        | [ 483 ]           | TTP             | deobandisch, islamisch-fundamentalistisch | Selbstmordattentäter             | Demonstranten | 18 (+1) | 90+       | Konflikt in Nordwest-Pakistan |
| 16. Februar 2017 | Sehwan Sharif | [ 484 ]           |                 |                                           | Selbstmordattentäter             | Sufi-Schrein  | 90 (+1) | 350+      | Konflikt in Nordwest-Pakistan |
| 23. Juni 2017    | Parachinar    | [ 485 ] [ 486 ]   | Jamaat-ul-Ahrar | islamistisch                              | Selbstmordattentäter, Sprengsatz | Markt         | 78 (+1) | 282       | Konflikt in Nordwest-Pakistan |

## 2018
| Datum/Beginn      | Ort                | Artikel/Quelle(n)       | Täter                       | Politische Ausrichtung                       | Mittel                                 | Ziel                                  | Tote     | Verletzte | Hintergrund                   |
| ----------------- | ------------------ | ----------------------- | --------------------------- | -------------------------------------------- | -------------------------------------- | ------------------------------------- | -------- | --------- | ----------------------------- |
| 09. Januar 2018   | Quetta             | [ 487 ] [ 488 ]         | TTP                         | deobandisch, islamisch-fundamentalistisch    | Selbstmordattentäter                   | Polizeifahrzeug, Zivilisten           | 7 (+1)   | 23        | Konflikt in Nordwest-Pakistan |
| 14. März 2018     | Lahore             | [ 489 ] [ 490 ]         | TTP                         | paschtunisch, deobandisch-sunnitisch         | Selbstmordattentäter                   | Polizeikontrollpunkt, Zivilisten      | 12 (+1)  | 28        | Konflikt in Nordwest-Pakistan |
| 24. März 2018     | Khyber Pakhtunkhwa | [ 491 ] [ 492 ]         |                             |                                              | Handgranate                            | Frühlingsfest                         | 0        | 24        | Konflikt in Nordwest-Pakistan |
| 24. April 2018    | Quetta             | [ 493 ] [ 494 ] [ 495 ] | Hizbul Ahrar, IS            | salafistisch, wahhabitisch                   | 3 Selbstmordattentäter                 | Sicherheitskräfte                     | 8 (+3)   | 23        | Konflikt in Nordwest-Pakistan |
| 27. April 2018    | Khyber Pakhtunkhwa | [ 496 ] [ 497 ]         |                             |                                              | Granaten                               | Hochzeitszeremonie                    | 5        | 32        | Konflikt in Nordwest-Pakistan |
| 03. Juni 2018     | Wana               | [ 498 ] [ 499 ]         | Tehrik-i-Taliban Pakistan   | deobandisch, islamisch-fundamentalistisch    | Schusswaffen                           | Aktivisten                            | 10       | 30        | Konflikt in Nordwest-Pakistan |
| 10. Juli 2018     | Peschawar          | [ 500 ] [ 501 ]         | TTP                         | deobandisch, islamisch-fundamentalistisch    | Selbstmordattentäter                   | Wahlkampfveranstaltung, Haroon Bilour | 22 (+1)  | 75        | Konflikt in Nordwest-Pakistan |
| 13. Juli 2018     | Bannu              | [ 502 ] [ 503 ]         | Ittehad-ul-Mujahideen       |                                              | Motorradbombe                          | Wahlkampfveranstaltung                | 5        | 37        | Konflikt in Nordwest-Pakistan |
| 13. Juli 2018     | Mastung            | [ 504 ] [ 505 ] [ 506 ] | IS                          | salafistisch, wahhabitisch                   | Selbstmordattentäter                   | Wahlkundgebung                        | 149 (+1) | 186       | Konflikt in Nordwest-Pakistan |
| 22. Juli 2018     | Dalbandin          | [ 507 ] [ 508 ]         | Balochistan Liberation Army | autonomistisch, belutschisch-nationalistisch | Handgranate                            | Wahlbüro                              | 0        | 30        | Belutschistankonflikt         |
| 25. Juli 2018     | Quetta             | [ 509 ] [ 510 ]         | IS                          | salafistisch, wahhabitisch                   | Selbstmordattentäter                   | Wahlbüro                              | 31 (+1)  | 60        | Konflikt in Nordwest-Pakistan |
| 23. November 2018 | Khyber Pakhtunkhwa | [ 511 ] [ 512 ]         | IS                          | salafistisch, wahhabitisch                   | Selbstmordattentäter mit Motorradbombe | Markt                                 | 33 (+1)  | 50        | Konflikt in Nordwest-Pakistan |

## 2019
| Datum/Beginn    | Ort                | Artikel/Quelle(n) | Täter                               | Politische Ausrichtung                                     | Mittel                                         | Ziel                            | Tote    | Verletzte | Hintergrund                   |
| --------------- | ------------------ | ----------------- | ----------------------------------- | ---------------------------------------------------------- | ---------------------------------------------- | ------------------------------- | ------- | --------- | ----------------------------- |
| 29. Januar 2019 | Belutschistan      | [ 513 ] [ 514 ]   | TTP                                 | deobandisch, islamisch-fundamentalistisch                  | 3 Selbstmordattentäter, Sturmgewehre, Granaten | Polizeigebäude, Zivilisten      | 9 (+3)  | 21        | Konflikt in Nordwest-Pakistan |
| 17. März 2019   | Belutschistan      | [ 515 ]           | Baloch Liberation Tigers            | autonomistisch, belutschisch-nationalistisch               | Sprengsatz                                     | Expresszug                      | 4       | 31        | Belutschistankonflikt         |
| 12. April 2019  | Quetta             | [ 517 ] [ 518 ]   | Lashkar-e-Jhangvi, IS               | deobandisch-fundamentalistisch, salafistisch, wahhabitisch | Selbstmordattentäter                           | Markt                           | 20 (+1) | 48        | Konflikt in Nordwest-Pakistan |
| 08. Mai 2019    | Lahore             | [ 519 ] [ 520 ]   | Jamaat-ul-Ahrar                     | islamistisch                                               | Selbstmordattentäter                           | Schrein, Polizeifahrzeug        | 12 (+1) | 25        | Konflikt in Nordwest-Pakistan |
| 24. Mai 2019    | Quetta             | [ 521 ] [ 522 ]   |                                     |                                                            | Sprengsatz                                     | Moschee                         | 3       | 28        | Konflikt in Nordwest-Pakistan |
| 19. Juli 2019   | Khyber Pakhtunkhwa | [ 523 ] [ 524 ]   | TTP                                 | deobandisch, islamisch-fundamentalistisch                  | Selbstmordattentäter, Schusswaffen             | Krankenhaus, Kontrollpunkt      | 9 (+1)  | 30        | Konflikt in Nordwest-Pakistan |
| 30. Juli 2019   | Quetta             | [ 525 ] [ 526 ]   | TTP                                 | deobandisch, islamisch-fundamentalistisch                  | Motorradbombe                                  | Polizeistation                  | 5       | 34        | Konflikt in Nordwest-Pakistan |
| 16. August 2019 | Quetta             | [ 527 ] [ 528 ]   | High Council of the Islamic Emirate |                                                            | Sprengsatz                                     | Moschee, Milizionär, Zivilisten | 5       | 20        | Konflikt in Nordwest-Pakistan |

## 2020
| Datum/Beginn      | Ort        | Artikel/Quelle(n) | Täter             | Politische Ausrichtung                    | Mittel                            | Ziel                           | Tote    | Verletzte | Hintergrund                   |
| ----------------- | ---------- | ----------------- | ----------------- | ----------------------------------------- | --------------------------------- | ------------------------------ | ------- | --------- | ----------------------------- |
| 10. Januar 2020   | Quetta     | [ 529 ]           | IS                | salafistisch, wahhabitisch                | Selbstmordattentäter              | Moschee, Polizisten            | 15 (+1) | 20        | Konflikt in Nordwest-Pakistan |
| 17. Februar 2020  | Quetta     | [ 530 ] [ 531 ]   | IS                | salafistisch, wahhabitisch                | Selbstmordattentäter auf Motorrad | Kundgebung, Polizisten         | 10 (+1) | 35        | Konflikt in Nordwest-Pakistan |
| 05. August 2020   | Karatschi  | [ 532 ]           | Sindhudesh        | autonomistisch, nationalistisch           | Granate                           | Kundgebung                     | 1       | 28        | Aufstand in Sindh             |
| 10. August 2020   | Chaman     | [ 533 ] [ 534 ]   | TTP, Hizbul Ahrar | deobandisch, islamisch-fundamentalistisch | Motorradbombe                     | Sicherheitskräfte              | 5       | 20        |                               |
| 27. Oktober 2020  | Peschawar  | [ 535 ] [ 536 ]   |                   |                                           | Rucksackbombe                     | Madrasa                        | 8       | 120       | Konflikt in Nordwest-Pakistan |
| 13. Dezember 2020 | Rawalpindi | [ 537 ] [ 538 ]   |                   |                                           | Granate                           | Polizeistation, Straßenhändler | 1       | 24        |                               |

## 2021
| Datum/Beginn    | Ort          | Artikel/Quelle(n) | Täter | Politische Ausrichtung | Mittel        | Ziel               | Tote | Verletzte | Hintergrund                   |
| --------------- | ------------ | ----------------- | ----- | ---------------------- | ------------- | ------------------ | ---- | --------- | ----------------------------- |
| 08. August 2021 | Quetta       | [ 539 ]           |       |                        | Motorradbombe | Polizeifahrzeug    | 2    | 21        | Belutschistankonflikt         |
| 19. August 2021 | Bahawalnagar | [ 540 ]           |       |                        | Sprengstoff   | Aschura-Prozession | 3    | 50        | Konflikt in Nordwest-Pakistan |

## 2022
| Datum/Beginn      | Ort           | Artikel/Quelle(n)                     | Täter                   | Politische Ausrichtung                       | Mittel                             | Ziel                                | Tote    | Verletzte | Hintergrund                   |
| ----------------- | ------------- | ------------------------------------- | ----------------------- | -------------------------------------------- | ---------------------------------- | ----------------------------------- | ------- | --------- | ----------------------------- |
| 20. Januar 2022   | Lahore        | [ 541 ] [ 542 ]                       | Baloch Nationalist Army | autonomistisch, belutschisch-nationalistisch | Motorradbombe                      | Einkaufsviertel                     | 3       | 28        | Belutschistankonflikt         |
| 04. März 2022     | Peschawar     | Anschlag in Peschawar am 4. März 2022 | IS                      | salafistisch, wahhabitisch                   | Selbstmordattentäter, Schusswaffen | Schiitische Moschee, Polizisten     | 63 (+2) | 196       | Konflikt in Nordwest-Pakistan |
| 08. März 2022     | Belutschistan | [ 544 ]                               | IS                      | salafistisch, wahhabitisch                   | Selbstmordattentäter               | Regierungskonvoi, Sicherheitskräfte | 5 (+1)  | 30        | Konflikt in Nordwest-Pakistan |
| 30. November 2022 | Quetta        | [ 545 ]                               | TTP                     | deobandisch, islamisch-fundamentalistisch    | Selbstmordattentäter               | Polizeifahrzeug, Polio-Impfzentrum  | 3 (+1)  | 27        | Konflikt in Nordwest-Pakistan |

## 2023
| Datum/Beginn       | Ort              | Artikel/Quelle(n)          | Täter           | Politische Ausrichtung     | Mittel                        | Ziel                                   | Tote    | Verletzte | Hintergrund                   |
| ------------------ | ---------------- | -------------------------- | --------------- | -------------------------- | ----------------------------- | -------------------------------------- | ------- | --------- | ----------------------------- |
| 30. Januar 2023    | Peschawar        | Anschlag in Peschawar 2023 | Jamaat-ul-Ahrar | islamistisch               | Selbstmordattentäter          | Moschee, Polizisten, Zivilisten        | 83 (+1) | 220+      | Konflikt in Nordwest-Pakistan |
| 11. Februar 2023   | Nordwasiristan   | [ 548 ]                    |                 |                            | Selbstmordattentäter          | Militärfahrzeug, Soldaten              | 3 (+1)  | 20        | Konflikt in Nordwest-Pakistan |
| 30. Juli 2023      | Khar             | Anschlag in Khar 2023      | IS              | salafistisch, wahhabitisch | Selbstmordattentäter          | Kundgebung                             | 56 (+1) | 200       | Konflikt in Nordwest-Pakistan |
| 29. September 2023 | Mastung          | [ 550 ]                    |                 |                            | Selbstmordattentäter          | Maulid an-Nabī-Prozession              | 55 (+1) | 50–70     | Konflikt in Nordwest-Pakistan |
| 03. November 2023  | Dera Ismail Khan | [ 551 ]                    |                 |                            | Motorradbombe mit Fernzündung | Bushaltestelle, Polizeibus, Zivilisten | 5       | 20        | Konflikt in Nordwest-Pakistan |
| 02. Dezember 2023  | nahe Chilas      | [ 552 ]                    |                 |                            | Schusswaffen                  | Bus                                    | 8       | 26        | Konflikt in Nordwest-Pakistan |

## 2024
| Datum/Beginn      | Ort           | Artikel/Quelle(n)                     | Täter                       | Politische Ausrichtung                                | Mittel                              | Ziel                | Tote    | Verletzte | Hintergrund                   |
| ----------------- | ------------- | ------------------------------------- | --------------------------- | ----------------------------------------------------- | ----------------------------------- | ------------------- | ------- | --------- | ----------------------------- |
| 07. Februar 2024  | Belutschistan | Bombenanschläge in Belutschistan 2024 | IS                          | salafistisch, wahhabitisch                            | 2 Motorradbomben                    | Wahlbüros           | 28      | 40        | Konflikt in Nordwest-Pakistan |
| 10. Oktober 2024  | Belutschistan | [ 554 ]                               |                             |                                                       | Schusswaffen, Raketen, Handgranaten | Bergwerk            | 21      | 6         | Konflikt in Nordwest-Pakistan |
| 09. November 2024 | Quetta        | [ 555 ]                               | Balochistan Liberation Army | autonomistisch, belutschisch-nationalistisch, säkular | Selbstmordattentäter                | Hauptbahnhof Quetta | 26 (+1) | 62        | Belutschistankonflikt         |

## 2025
| Datum/Beginn    | Ort    | Artikel/Quelle(n) | Täter                       | Politische Ausrichtung                       | Mittel    | Ziel          | Tote | Verletzte | Hintergrund           |
| --------------- | ------ | ----------------- | --------------------------- | -------------------------------------------- | --------- | ------------- | ---- | --------- | --------------------- |
| 04. Januar 2025 | Turbat | [ 556 ]           | Balochistan Liberation Army | autonomistisch, belutschisch-nationalistisch | Autobombe | Militärkonvoi | 1    | 35        | Belutschistankonflikt |